# Palais de la Berbie
Le palais de la Berbie est un ancien château urbain des évêques d'Albi, construit en 1228 et 1308, qui se dresse dans la commune française d'Albi, dans le sud-ouest de la France.
Construit durant la seconde moitié du XIIIe siècle, sous l'épiscopat de trois évêques successifs, son chantier a nécessité une cinquantaine d'années. Voulu comme résidence de prestige par Durand de Beaucaire, il devient forteresse sous Bernard II et Bernard III, face à l'hostilité de la population albigeoise, tant sur le plan économique que religieux, avec l'hérésie cathare. Par la suite, il a été plusieurs fois remanié par les évêques de la ville entre les XVIe et XVIIIe siècles, gagnant en confort sans perdre tout à fait l'aspect d'austère forteresse.
Il a été classé monument historique en 1862 pour la construction et en 1965 pour des éléments intérieurs isolés : plafonds, cheminée, boiseries... Depuis 2010, il est classé au patrimoine mondial de l'UNESCO par son appartenance à l'ensemble architectural médiéval de la cité épiscopale d'Albi. Il voisine la cathédrale Sainte-Cécile pour laquelle il a éprouvé certaines techniques architecturales. Il partage avec elle et bon nombre de bâtiments de la vieille ville la brique foraine rouge.
Lors de la loi de séparation des Églises et de l'État, le palais est saisi. Depuis 1924, il abrite le musée Toulouse-Lautrec, consacré au peintre Henri de Toulouse-Lautrec natif d'Albi. Il héberge la plus importante collection d’œuvres de l'artiste.
De remarquables dallages de terre cuite datant des origines de la bâtisse ont été trouvés dans les années 2000 ; les recherches ne sont pas finies et d'autres trésors architecturaux sont probablement encore en sommeil. Au cœur de la cité épiscopale, l'accès gratuit à ses jardins en fait un lieu de promenade avec une vue imprenable sur la rive droite du Tarn et ses jardins suspendus ou sur le pont vieux médiéval, autres sites faisant partie de la zone classée par l'UNESCO.

## Présentation

### Localisation

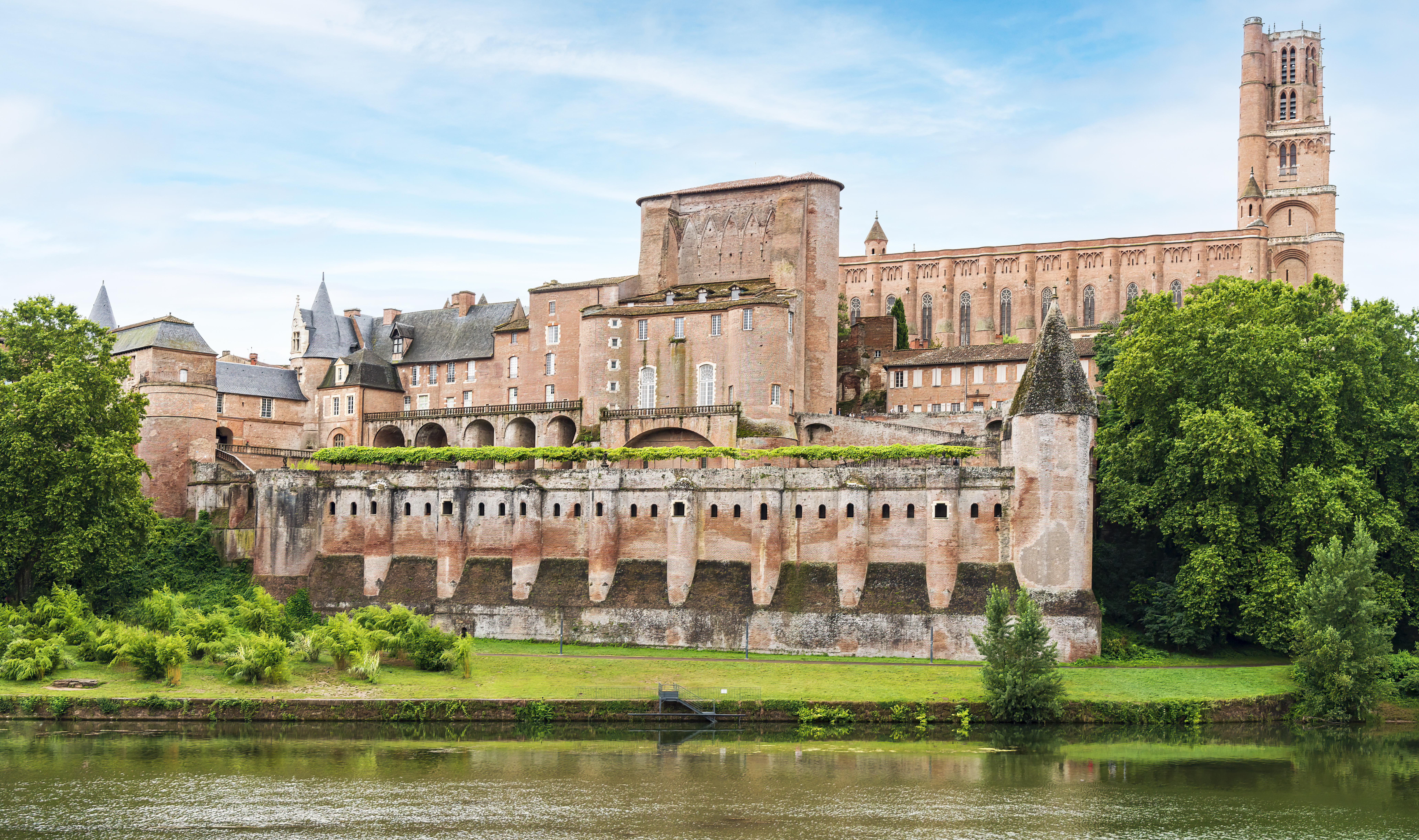
Vu depuis la rive droite du Tarn, le palais de la Berbie est au-dessus de la rivière, devant la cathédrale Sainte-Cécile.

Le palais de la Berbie est situé dans le département français du Tarn, sur la commune d'Albi. Il est construit au-dessus de la rive gauche du Tarn, immédiatement au nord de la cathédrale Sainte-Cécile, en contrebas de celle-ci.
Son implantation au cœur de la vieille ville, près du Tarn, constitue avec la cathédrale un ensemble architectural de brique homogène, signe du pouvoir considérable des évêques lors de sa construction. Le quartier qu'il occupe s'est structuré autour du palais des évêques, tout à la fois résidence, siège du tribunal ecclésiastique et du pouvoir temporel de l'évêque. C'est une place forte contre l'extérieur, mais aussi contre la ville et fait office de site d'accueil des personnages puissants.

### Étymologie
Le palais de la Berbie doit son nom à une déformation de l'occitan bisbia, issu du latin episcopia, signifiant « évêché »,. Le nom français Berbie ou Verbie apparaît au milieu du XVe siècle avec l'usage croissant du français. À cette époque et plus particulièrement avec l'ordonnance d'août 1539, le français devient en effet la langue officielle du droit et de l'administration en lieu et place du latin et des langues nationales et l'occitan se retrouve progressivement relégué au seul usage oral.

### Plan
A- Porte d'accès à la cour d'honneur.

B- Cour d'honneur, anciennement Plathea palatii.

Plan du palais.

C- Tour Saint-Michel bâtie à la place de l'ancienne bisbia vielha.

D- Tour Sainte-Catherine ou tour Mage.

E- Aile dite des Suffragants.

F- Aile d'Amboise remplaçant une courtine de Bernard de Castanet.

G- Galerie de Gaspard de Daillon du Lude.

H- Aula, habitation de Durand de Beaucaire.

I- Courtine de Durand de Beaucaire.

J- Courtine de Durand et tour carrée dite turris.

K- Rampe d'accès au jardin. Ancienne courtine.

L- Tour ronde découronnée dite éperon à bec. 

M-S-U- Courtine de Bernard de Castanet.

N- Tour de la Rivière.

O-Q- Courtine du XIVe siècle.

P- Tour de Dionysos.

R- Tour de la Bibliothèque.

S- Aile de Stainville.

T- Tour de l'Octogone.

U- Galerie d'Amboise.

V- Tour d'Amboise.

W- Terrasse supérieure.

X- Contre-terrasse.

Y- Jardin.

Les lettres mentionnées ci-dessus se retrouvent dans le texte entre parenthèses pour situer les lieux. Parfois, une lettre indique un point précis, même si celui-ci concerne une bâtisse disparue, modifiée par un arrangement ultérieur. Les lettres S et U sont citées deux fois ; ce sont des courtines de Bernard III transformées ultérieurement en ailes du palais. Le terme « tour Mage » désigne l'ensemble des tour Saint-Michel et tour Sainte-Catherine.

## Historique

### Contexte

#### Siècle précédent la construction
Au XIIe siècle, Humbert de Géraud, évêque entre 1125 et 1132, soutient l'antipape Anaclet II, alors que le chapitre de chanoines de sa cathédrale prend parti pour le pape Innocent II, à la suite du clergé français dominé par Suger et Bernard de Clairvaux. Le prélat se trouve en minorité et le chapitre décide de démolir la vieille résidence épiscopale. À partir de là, l'évêque se trouve logé gracieusement dans quelques maisons mitoyennes appartenant à son chapitre. L'emploi du pluriel pour désigner le logement de l'évêque indique une succession de petites constructions.
À la même époque, la vicomté d'Albigeois appartient à la maison Trencavel. Grâce à des héritages et mariages avantageux, elle devient presque l'égale en puissance des comtes de Toulouse à qui elle doit rendre hommage. Cet état de fait conduit les vicomtes successifs à s'allier aux rois d'Aragon pour faire plier leur suzerain. Des conflits violents émaillent le XIIe siècle, jusqu'à la veille de la croisade des Albigeois en 1209.
Le haut clergé occitan est régulièrement mis en accusation par les adeptes du catharisme, secte chrétienne venue d'Italie qui reproche à l'Église catholique son luxe ostentatoire et son éloignement des textes de la Bible. Cette nouvelle religion qualifiée d'hérétique par les papes, gagne des fidèles dans les classes cultivées : aristocrates et commerçants. La lecture de la Bible leur démontre une incohérence entre le discours clérical et les textes sacrés, en particulier concernant la pauvreté. Cette religion est basée sur la dualité entre le bien et le monde spirituel, créés par Dieu, et le mal et le monde terrestre, créations du diable. Leur seul sacrement est le Consolamentum ou consolament en occitan. Leur refus des sacrements catholiques, baptême ou mariage, comme de la Trinité, irrite de plus en plus la hiérarchie de l' Église.
Si les vicomtes d'Albi ne sont pas à proprement parler cathares, ils ont des adeptes dans leur proche entourage et ne font rien pour contrer la progression de l'hérésie. Dans le contexte de l'époque, cela revient pour l'Église catholique à les considérer comme hérétiques.

#### Croisade des Albigeois
Plusieurs tentatives sont menées pour reconquérir les « âmes perdues à l'hérésie » :  la visite de Bernard de Clairvaux et d'Albéric d'Ostie en 1145, le concile de Lombers en 1165, réuni pour confronter les thèses de chaque parti, les prêches de Dominique de Guzman ou une mission menée par le cardinal de Saint-Chrysogone et Henri de Marcy en 1178. Devant leurs échecs, le pape Innocent III décide une croisade en 1208. Elle aboutit l'année suivante, à la destitution puis à la mort du vicomte Raymond-Roger Trencavel. Le territoire échoit au chef de la croisade Simon IV de Montfort, puis au roi de France Louis VIII en 1226. Sans contrepoids politique, l'évêque d'Albi gagne en puissance. Le redressement économique, né de la fin du conflit et du renouveau du commerce, apporte à l'évêque une manne financière inconnue jusqu'alors. L'évêque Durand de Beaucaire décide la construction d'une maison digne de son rang, également destinée à abriter le tribunal de l'Inquisition, moyen redoutable et bien plus efficace que la lutte armée pour contrer l'hérésie. Il conduit également des travaux de réfection et probablement d'agrandissement de l'ancienne cathédrale romane.

#### Emplacement du palais

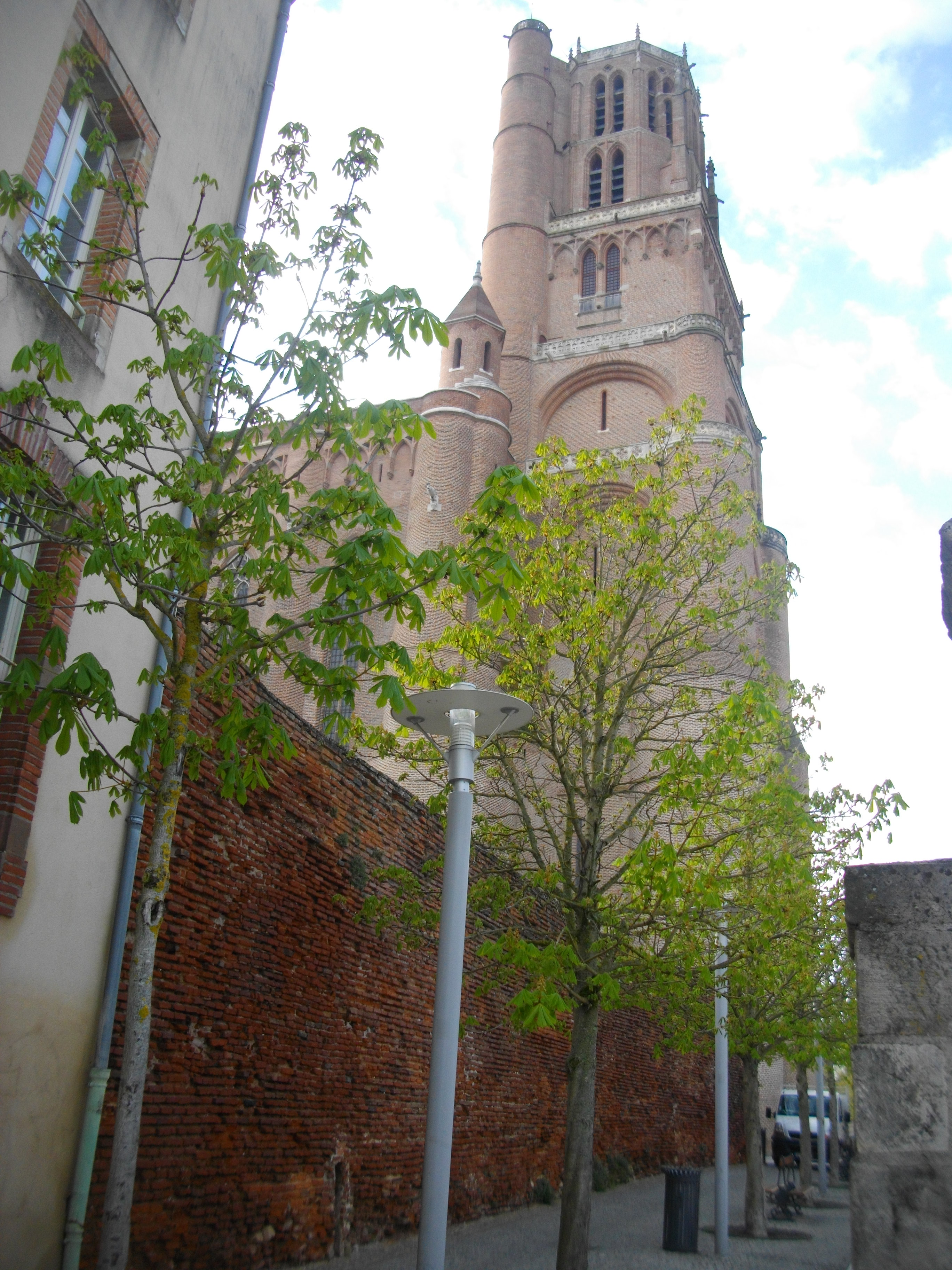
Vestige du mur des chanoines derrière la cathédrale.

Le lieu choisi est guidé par la facilité. Les évêques et le chapitre de la cathédrale occupent une petite hauteur surplombant la rivière Tarn. Leur cité épiscopale embryonnaire a marqué, à son époque, la sortie de l'ancien site fortifié du Castelviel, successivement occupé par les Celtes et les Gallo-romains. En effet, la cathédrale romane, le quartier du Castelnau et celui de Saint-Salvi datent à peu près de la même époque, tour à tour enceints dans les remparts médiévaux. Leur fondation date du milieu du Xe siècle.
Les maisons abritant l'évêque et sa suite étaient probablement adossées aux remparts surplombant le Tarn, dans l'enceinte dite des chanoines, murus canonicorum en latin. En effet, les servants de la cathédrale vivaient isolés de la ville dans un enclos regroupant la cathédrale, le logement des religieux et des bâtiments administratifs. Le lieu choisi pour le futur palais épiscopal est dans cette enceinte. Des fouilles menées dans les parties non bâties du Palais ont permis de découvrir des vestiges d'évacuation d'eaux usées, preuve d'une occupation du site antérieure à l'érection du palais.

### Construction
Le chantier s'étale sur les trois épiscopats de Durand de Beaucaire, Bernard II de Combret et Bernard III de Castanet. Longtemps, les historiens ont considéré qu'il était l'œuvre des deux derniers, mais une analyse plus fine de Jean-Louis Biget au début des années 1980 a permis de trouver trois textes. L'un mentionne en 1249 l'habitat provisoire de l'évêque, le terme « provisoire » signifiant bien qu'une autre résidence est en construction. Les deux autres de 1252 montrent que Durand n'habite plus les maisons précédemment utilisées.

#### Durand de Beaucaire

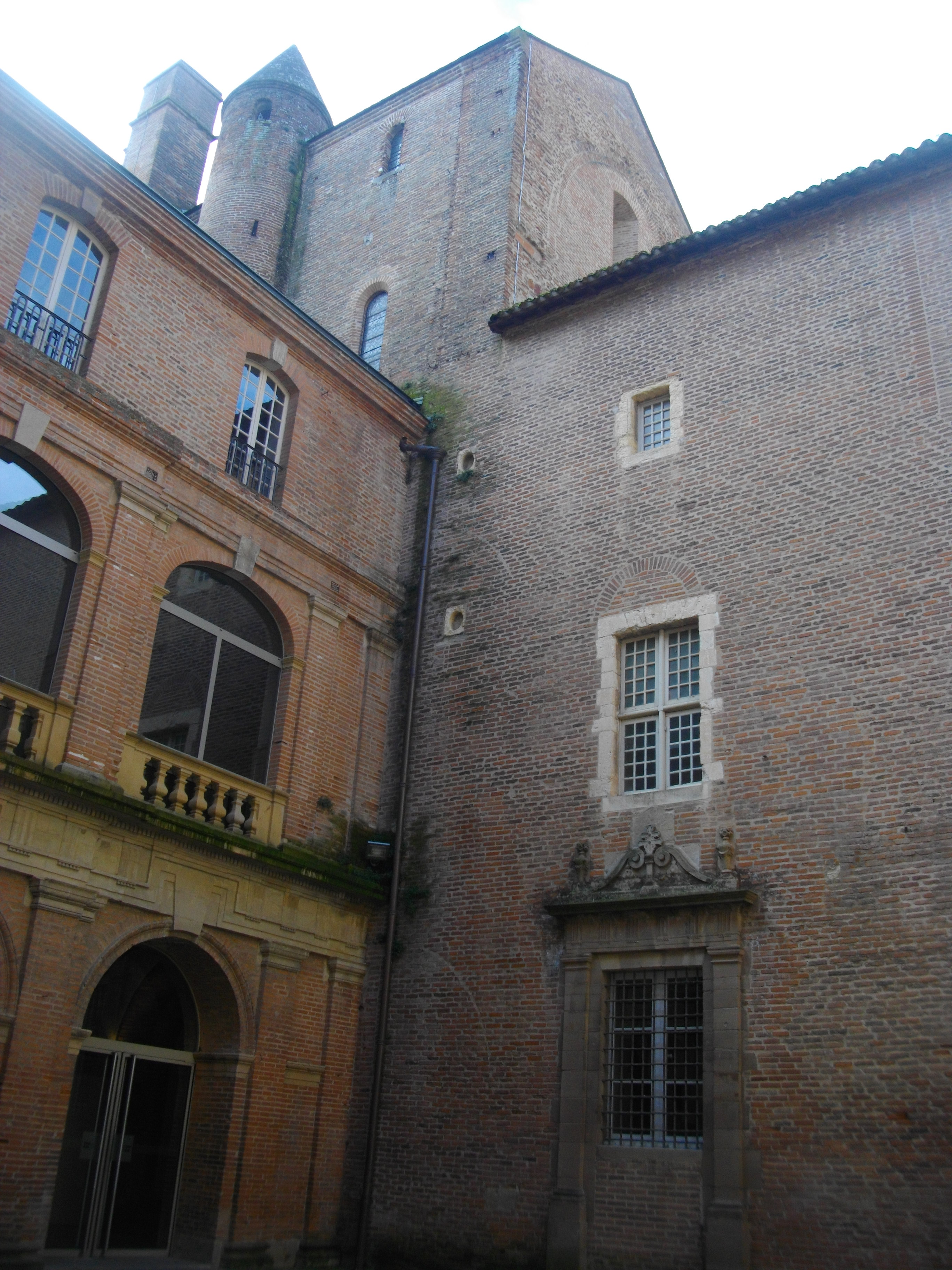
Aula et tour à droite. Les traces d'ouvertures murées montrent que la tour à droite a été rabaissée. Le clocheton cylindrique accolé abrite l'escalier en colimaçon.

Lorsque Durand commence son épiscopat à Albi en 1228, le prélat loge dans des maisons mitoyennes prêtées depuis un siècle par le chapitre de chanoines de la cathédrale. Ces maisons sont situées entre la cathédrale romane et les remparts(C), sur le site de l'actuelle Berbie, à l'intérieur du périmètre du mur des chanoines, rempart symbolique qui isole le chapitre de la cathédrale et le personnel épiscopal de la population albigeoise. Compte tenu de la richesse du diocèse et du pouvoir de son titulaire, véritable seigneur de la ville, il semble insupportable pour Durand de laisser se prolonger plus longtemps cette situation précaire. Il décide de faire construire une résidence qui appartienne en propre à l'évêché pour marquer la puissance religieuse et politique de son statut et abriter son administration.
Il choisit le terrain et entreprend un chantier aujourd'hui jugé modeste en regard de ce que ses successeurs en feront. Son projet est purement fonctionnel, sans objectif défensif, mais représentatif du prestige qu'il veut donner à son rôle. La relative modestie du chantier s'explique parce qu'à la même période, une rénovation très importante de la cathédrale romane est en cours : ce chantier qui durera de 1245 à 1260, attire de nombreux ouvriers et une bonne partie des bénéfices de l'évêché. Cette concurrence pour les moyens pécuniaires et humains peut aussi expliquer le choix de bâtir en brique.
La construction d'une grosse maison rectangulaire à quatre étages(H) prolongée d'une tour carrée(entre H et J) représente le chantier.
La construction principale dite « aula » abrite une salle basse qui mesure 9,60 m sur 6,70 m et est voûtée sur trois travées reposant sur un encorbellement. Le sol et les voûtes actuels se situent au-dessus du niveau original. Le premier étage comportait la salle du prélat pour les représentations officielles, éclairée de baies murées lors de réaménagements ultérieurs. Au-dessus, était prévu l'emprisonnement des suspects d'hérésie. Une chapelle aménagée ultérieurement est dédiée à Notre-Dame. Quatre ouvertures longues et étroites à arc surbaissé occupent la façade sud et deux le côté oriental. Une petite tour polygonale accolée au nord, abrite un escalier à vis qui dessert les étages.
La tour carrée comporte des murs épais de 1,80 m à la base. Elle est construite comme un donjon sur quatre étages et dépasse la maison en hauteur, comme le montrent des gravures du XVIIe siècle. Elle abrite le logement de l'évêque et ses proches avec une pièce ou deux par niveau. Elle a été depuis raccourcie à deux étages, mais conserve une voûte sur encorbellement. Les encorbellements de la voûte restante pourraient être les plus anciens du palais, puisqu'ils sont les seuls décorés, avec un feuillage. Les textes anciens la nomment « turris ».
À la mort de Durand de Beaucaire, le chantier n'est pas terminé, mais au moins deux étages sont bâtis et utilisables.
Il fait aussi rebâtir les anciennes maisons épiscopales, les réunissant en un bâtiment qui deviendra plus tard la tour Saint-Michel(C). Cette construction n'est, au départ, qu'une résidence sans caractère défensif, destinée à loger le tribunal de l'inquisition. Dans les textes anciens en occitan, ce logement est nommé « bisbia vielha ».

#### Bernard de Combret

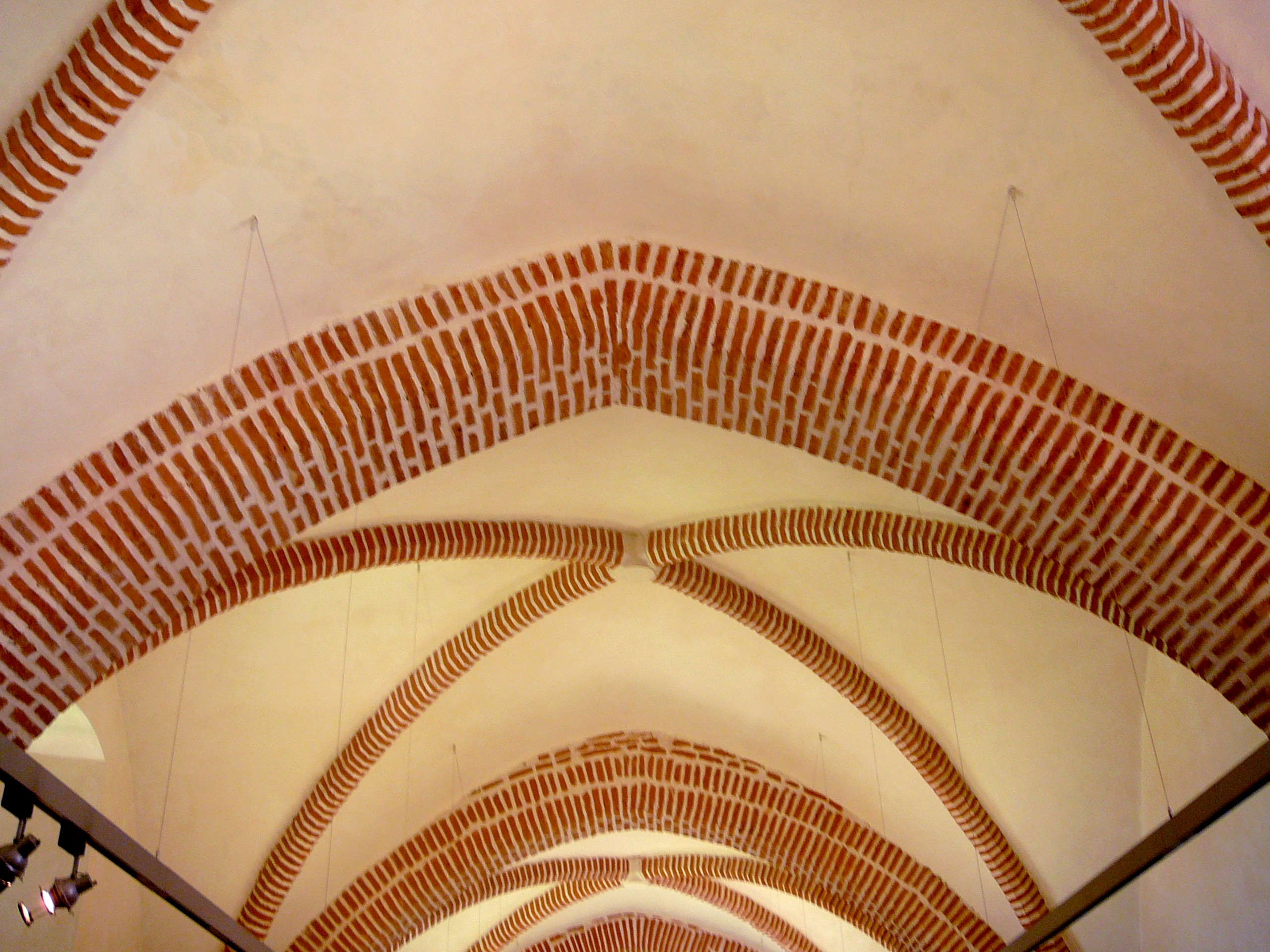
Voûtes du bâtiment de l'aile nord.

Peu après la prise de pouvoir de Bernard II à Albi, un changement radical s'opère : les habitants de la ville, alliés de longue date de l'évêque contre le vicomte puis le roi pour préserver leurs privilèges, retournent leur alliance et demande l'aide du roi contre le pouvoir du prélat qui ne cesse de croître, tant sur le plan spirituel que temporel. Une révolte a lieu en 1254-1255 : le sénéchal royal ravage les alentours et les habitants se montrent hostiles à Bernard II. Il décide alors de transformer le bâtiment fonctionnel et confortable conçu par son prédécesseur en forteresse.
Il prend également le parti de remplacer les planchers et charpentes qui constituent les étages par des voûtes, plus solides et craignant moins les incendies. Ces voûtes quadripartites ont des travées étroites. Les arêtes et arc-doubleaux sont en brique et reposent sur des corbeaux de pierre en fuseau. Les niveaux de la grande maison de son prédécesseur sont modifiés pour transformer l'ancienne salle de réception de l'évêque. Le changement de disposition des étages est visible extérieurement par l'ouverture de baies, remplaçant de plus petites qui sont murées. Le chemin de ronde sommital est surélevé, la trace de reprise étant laissée par les gargouilles du niveau supérieur précédent. Des échauguettes battant le bas des murs sont ajoutées côté est.

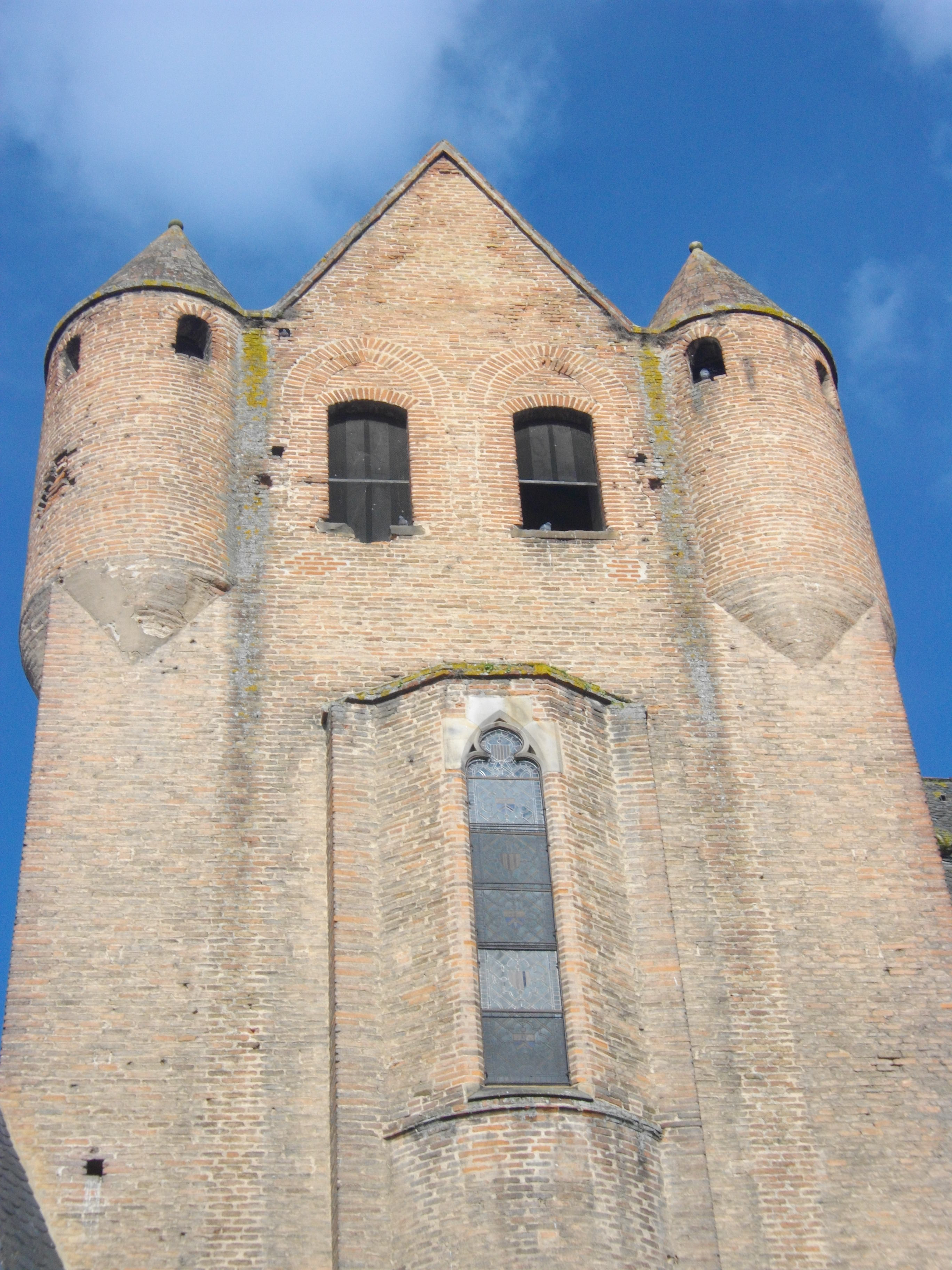
Vitrail de la chapelle et échauguettes au niveau du toit.

Une courtine(I et J) est bâtie entre le nouveau bâtiment et l'ancienne demeure plus à l'ouest, nommée Bisbia vielha, ancien évêché. Ce mur abritait des galeries sur cinq étages. Seuls trois subsistent, mais la trace des étages disparus est visible sur la tour angulaire de la tour St-Michel. L'alignement coudé correspond à l'absidiole septentrionale de la cathédrale romane disparue. Deux contreforts hémicylindriques encadrent la porte(A) et soutiennent un mâchicoulis. C'est à cette époque que les renforts demi-cylindriques et mâchicoulis en arc surbaissés apparaissent. Ce rempart laisse entrevoir une cour entourée de bâtiments que Bernard II n'eut pas le temps de voir achevée. L'aile nord(E) dont la construction commence, se voit dotée de contreforts alignés sur ceux de la porte de la partie sud. Ils abritent des escaliers à vis. La salle basse a une grande taille : 7,60 m sur 25 m, s'ouvrant au nord par de fines fenêtres semblables à celles de la chapelle. Les voûtes sont de même type que celles construites sur les autres parties. L'aile nord pourrait avoir remplacé les remparts de la ville déjà présents ou avoir été accolée à eux.
Aucun texte ne mentionne l'existence de quelque mur sur le côté oriental(F). Cependant, la présence d'escaliers dans la cour et de bâtiments difficiles à défendre, incitent les historiens à penser qu'un rempart protégeait cette partie.
C'est à son époque qu'une partie des locaux de la vieille Berbie, est aménagée pour loger les inquisiteurs et trouver de la place pour leur permettre de faire leur œuvre : salle d'interrogatoire et prison(C). À la mort de Bernard II en 1271, la Berbie est bien fortifiée et représente un palais épiscopal à la mesure des ambitions de ses deux concepteurs.

#### Bernard de Castanet
Bernard de Castanet est nommé à Albi après un intermède de cinq ans de vacance à la tête du diocèse. C'est le premier évêque qui ne soit pas issu du chapitre de chanoines de la cathédrale ou du collège de chanoines de la collégiale Saint-Salvi. Il rejoint un évêché riche et puissant, avec une cité épiscopale déjà bien dessinée dotée d'un palais fortifié accolé à la cathédrale de pierre. Bernard décide pourtant de construire une nouvelle cathédrale et de fortifier plus massivement le palais. Il annonce ses projets au chapitre le lendemain même de son arrivée. Le caractère affirmé de ce nouveau prélat a induit les historiens en erreur, lui laissant le prestige de l'essentiel du palais de la Berbie. Les dernières recherches ont démontré que l'ensemble était déjà cohérent et achevé. L'ambition de Bernard III demande toutefois encore plus, mais les premiers subsides sont consacrés aux plans et fondations de la future cathédrale Sainte-Cécile décidée à la même époque.
Le premier chantier de la Berbie ouvert par Bernard II concerne le bâtiment ancien de Durand comportant la chapelle(H). Il fait remplacer le chemin de ronde par une salle haute. L'absence de trace de corbeaux et la forme du pignon du mur oriental, laissent à penser que la toiture était charpentée et à forte pente. Le sol est signé du commanditaire par des carreaux aux armes de Castanet, les fleurs de lys du roi, la crosse d'évêque et la croix de Toulouse. Des textes situent ces travaux entre 1280 et 1285. Ils nomment cette chapelle « Capellam novam », chapelle neuve, une ancienne chapelle existant encore en un lieu aujourd'hui inconnu.

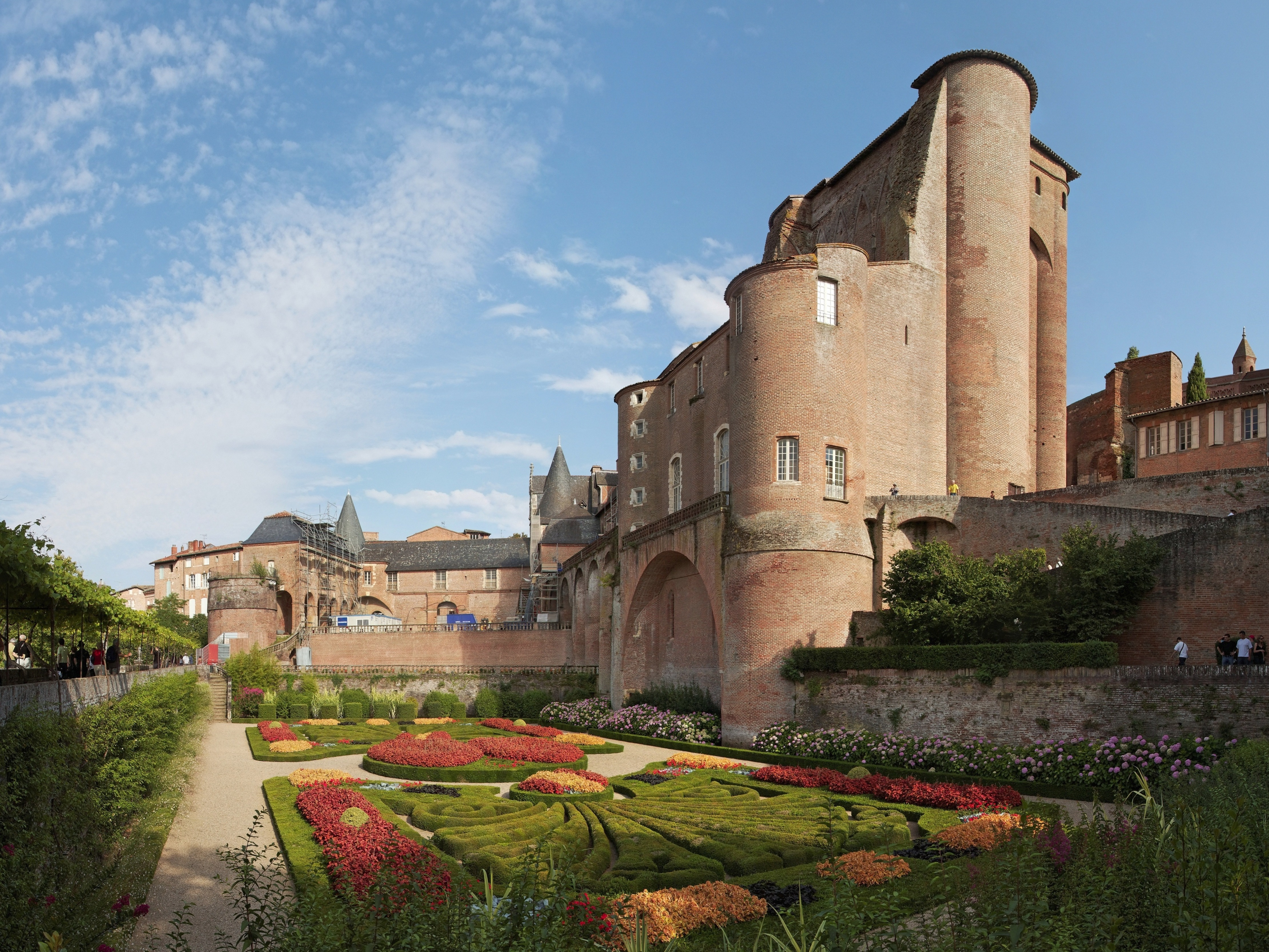
Tour Sainte-Catherine, donjon de, tronquée à la Renaissance.

Après 1286, le chantier se reporte à l'ouest, près de la tour saint-Michel(C) qui a remplacé l'ancienne bisbia. Bernard de Castanet fait bâtir la tour Sainte-Catherine(D) qui forme avec la tour saint-Michel, la tour dite Mage, un énorme donjon carré aux angles munis de contreforts cylindriques. Trois de ces tourelles d'angle sont pleines, la quatrième abrite un escalier à vis desservant les étages. La partie nord de l'édifice a été démolie, laissant voir sur le côté intérieur du mur sud, les traces de voûtes gothiques qui supportaient le chemin de ronde. (voir photo) Cette tour est formidablement défendue par des murs d'une bonne épaisseur : de sept mètres pour le contrefort nord-ouest à 4,20 m pour les murs de la base et encore 2,50 m au sommet de la tour. L'épaisseur supérieure en bas s'explique par le talutage des murs. En 1301, le roi demande à son représentant de faire flotter sa bannière sur la tour achevée. Elle a donc nécessité quinze ans de travail, entre 1286 et 1301. La salle basse est voûtée d'ogives à clefs aux armes de Castanet mais a été découpée dans sa hauteur par des voûtes basses construites fin XVIIe -début XVIIIe siècle pour aménager un cellier. Les baies qui éclairaient la pièce sont situées à ras du sol de la cour, montrant que le niveau de cette dernière a été haussé. En construisant cette haute tour de près de 50 m de hauteur, Castanet fait hausser la tour accolée, avec une certaine légèreté visible, requise par la base existante due à Durand de Beaucaire. Cet aménagement prend alors le nom de tour Saint-Michel, en référence à la nouvelle chapelle dédiée à l'archange qu'il abrite. Elle reprend quasi les mêmes dimensions que la chapelle Notre-Dame due à Durand de Beaucaire. Selon Louis de Lacger, la surface sommitale de la tour Sainte-Catherine aurait été suffisamment vaste pour accueillir une machine de jet.

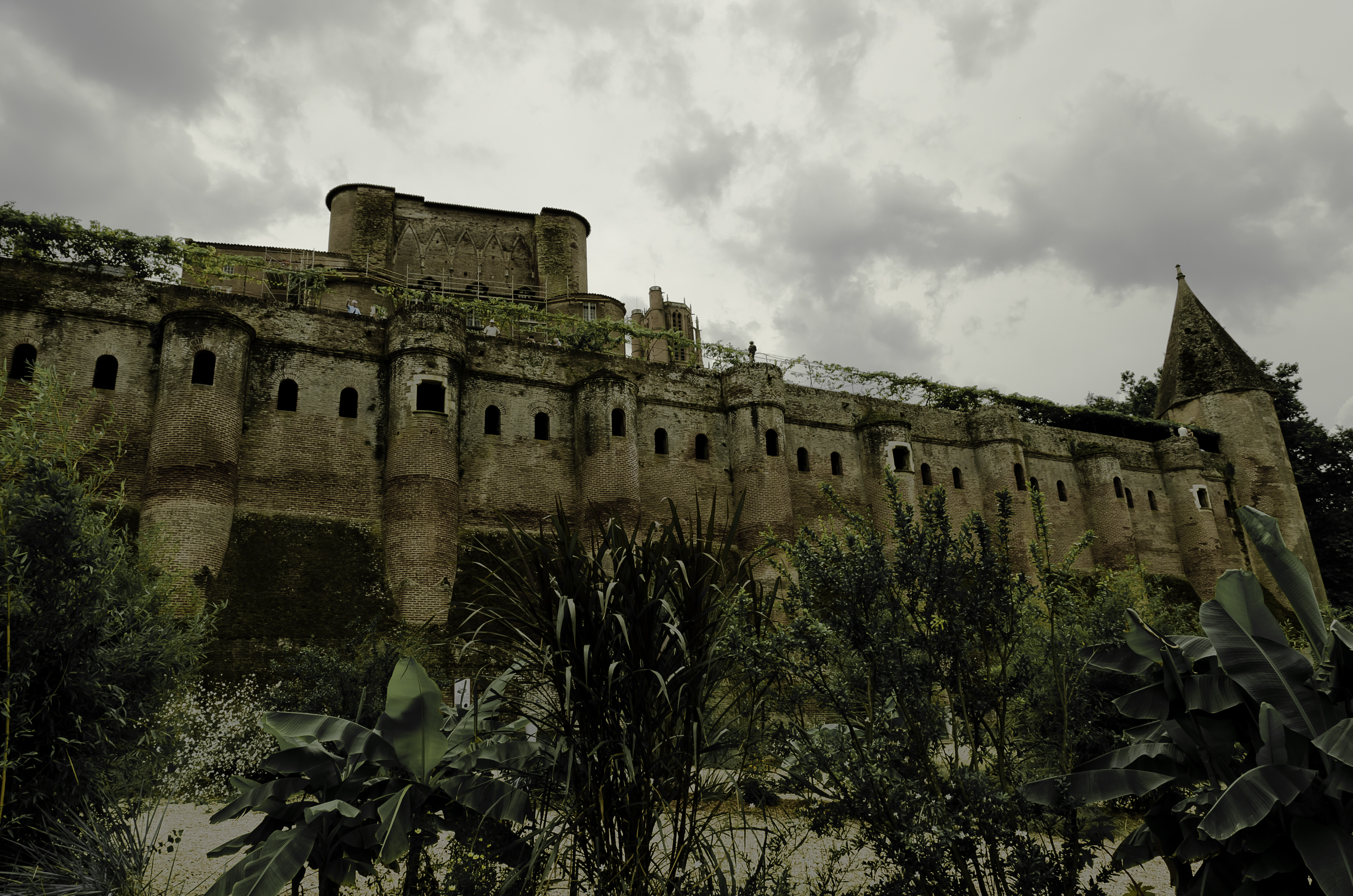
Courtine nord supportant la cour basse et tour de la rivière à droite.

À la même époque, l'aile nord est prolongée par un bâtiment qui rejoint la tour d'Amboise(V), marquant l'angle nord-est de l'édifice. Cette construction loin du donjon abritait probablement des domestiques. Trois énormes contreforts viennent renforcer la façade nord, au niveau du bâtiment construit par son prédécesseur et nommé « aile des suffragants »(E). Ils supportaient probablement des mâchicoulis du même type que ceux du donjon, mais transformés en support pour une terrasse ajoutée au XVIIe siècle. En dépit de ce renforcement, la partie nord semble encore perfectible puisque décision est prise de construire une enceinte supplémentaire entre la Berbie et la rivière Tarn. Elle adopte les tours rondes et murailles talutées dans lesquelles viennent s'inscrire des renforts hémicylindriques. Leur sommet était crénelé et probablement muni de mâchicoulis entre contreforts, mais les murs ont été découronnés lors de la transformation de la cour basse, enserrée dans cette enceinte, en jardin d'agrément(Y). La tour nord-ouest, dite « tour de la rivière »(N), a conservé sa taille initiale, la clef de voûte comportant encore les armes de Bernard de Castanet. Le prélat disposait ainsi d'un accès direct à la rivière, sans passer par la porte de la ville tenue par les consuls. Les créneaux de la courtine nord-est(U) changent alors de côté. Tournés initialement vers l'extérieur de la ville, la construction de la cour basse les rend caducs et ils sont reconstruits vers la ville dont l'évêque avait une grande méfiance. Louis de Lacger pense que la partie talutée(O) parallèle au Tarn serait ultérieure, peut-être édifiée pendant la guerre de Cent Ans. Les deux parties en pince de crabe(M et S) construites sous Bernard III constituaient alors une barbacane ouverte sur la rivière. La dernière partie aurait été construite pour protéger le palais de la sape. Le mur comporte deux chemins de ronde superposés, l'un à l'air libre sur un autre casematé. Il retient le remblai ajouté pour surélever la cour basse.
L'aspect sommital des tours Sainte-Catherine et Saint-Michel a été modifié au XVIIe siècle. Les toitures se terminant au niveau du chemin de ronde crénelé ont été refaites pour couvrir les murs et les créneaux sont devenus des mirandes.

### Période destatu quo
Bernard de Castanet est « muté » au Diocèse du Puy-en-Velay en 1308 par ordre du pape Clément V. Ses successeurs se contentent du palais-forteresse achevé, sans y marquer leur empreinte, concentrés sur le chantier de la cathédrale. Au milieu du XIVe siècle, la pandémie de peste noire décime la région et entraîne une dépression économique. Le développement de la guerre de Cent Ans ajoute à la morosité ambiante par la rupture des routes commerciales : le Rouergue, au nord de la rivière Aveyron appartient au roi d'Angleterre et l'Albigeois au roi de France. Par exemple, un routier des grandes compagnies connu sous le nom de « batard de Mauléon », à la solde des Anglais, prend par la ruse et occupe le château de Thuriès pendant cinq ans entre 1380 et 1385. Il l'utilise comme base arrière pour organiser des raids dévastateurs. Il rend le château contre rançon. Le chantier de la cathédrale s'interrompt également vers 1380, une fois la toiture achevée. L'historien Jean-Louis Biget a comptabilisé à Albi, près de cinquante épisodes tragiques en 300 ans, une moyenne d'une calamité tous les sept ans. Il faudra attendre le XVIIIe siècle pour retrouver une population équivalente.
Au moment de la fin de la guerre de Cent Ans, deux évêques concurrents se battent entre eux : Bernard V de Cazilhac, élu du chapitre de la cathédrale et Robert Ier Dauphin, choisi par le pape Eugène IV. Ce n'est qu'en 1474 que les projets épiscopaux reprennent.

### Aménagements ultérieurs
Le terme aménagement est employé à dessein à la place du terme de construction, l'aspect de la forteresse médiévale étant suffisamment conservé par les ajouts.

#### LouisIerd'Amboise
Louis Ier d'Amboise est nommé évêque d'Albi en 1474. Il est né dans une famille proche de la cour du roi Charles VII, pratiquant le mécénat culturel ; il est lui-même ami du roi Louis XI. Lorsqu'il arrive à Albi, cet homme riche et familier du luxe, découvre un château-fort médiéval sombre, se défendant contre les fidèles de la ville. Le contexte ayant évolué, l'aspect défensif devient obsolète.

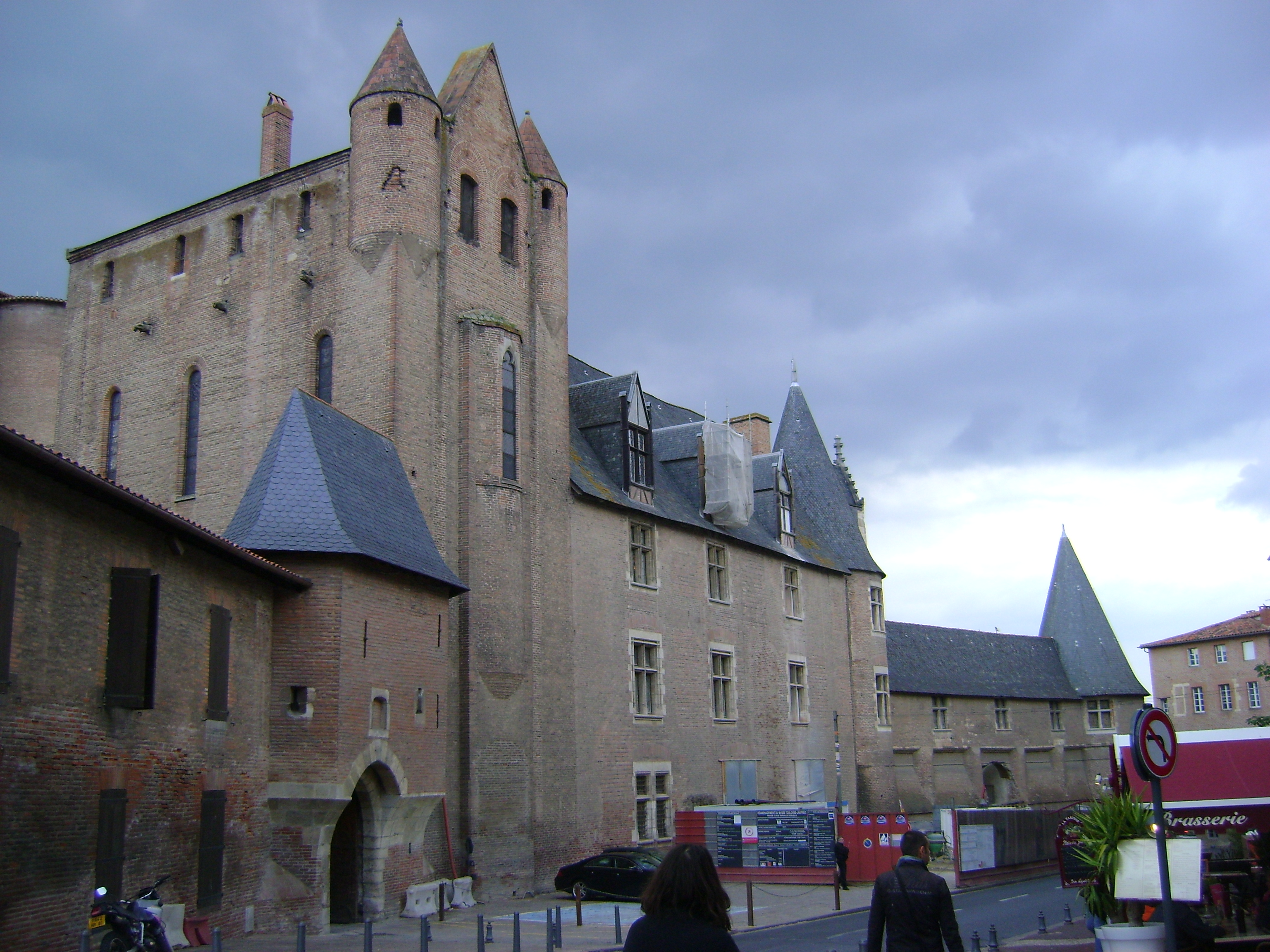
Aile Renaissance, adossée à la chapelle Notre-Dame, suivie d'une galerie couverte.

Le prélat décide de faire bâtir un logement digne de son rang, lors de son épiscopat entre 1474 et 1503. Il épargne toutefois les parties existantes et choisit le chantier à la place de la courtine orientale(F), la seule à laquelle ne soit pas adossée une aile. Le choix architectural est de style gothique flamboyant avec une toiture en ardoise à forte pente donnant au prélat un petit air de sa vallée de la Loire natale. Il rappelle les travaux effectués par son frère, évêque lui aussi, au château de Gaillon ou leur château natal de Chaumont-sur-Loire. Il fait aussi remplacer une courtine de Bernard de Castanet dans le prolongement de son aile, par une galerie à plafond en coque de bateau renversée. Il est difficile de se représenter le résultat des travaux de l'époque, des aménagements ultérieurs ayant beaucoup transformé l'aile orientale, notamment les fenêtres à meneaux devenues grandes baies rectangulaires classiques, puis restaurées sans être à l'identique. Seule une lucarne sur une tour et la porte de la tour Saint-Michel donnant dans la cour ont été conservées. Cette porte donne accès à un escalier à vis facilitant la desserte de la tour Mage.

#### Guerres de religion
Durant la première partie du XVIe siècle, le palais évolue peu, mais son rôle militaire reprend avec les guerres de Religion à partir de 1561 et durant quarante ans. Les défenses sont revues et des mercenaires sont logés dans le palais. La cour basse sert de terrain d'exercice à la troupe, entre les chevauchées contre les protestants. En 1598, sur ordre du roi Henri IV, le palais doit être démoli au nom de la paix civile. Finalement, les fortifications faites durant les troubles récents sont démolies et les courtines rabaissées. La tour sainte-Catherine est mutilée côté nord et les tours sont abaissées. Ces dernières modifications peuvent correspondre à la nécessité d'y mettre de l'artillerie et non pas de réduire leur capacité défensive. En 1629, un vrai arsenal y est entreposé, constitué de pièces d'artillerie prises à Castres et Lavaur.

#### Aménagements duXVIIesiècle
Des éléments précis de cette époque sont connus grâce à un albigeois, Gardès. Sa famille est consulaire et il a vécu de 1648 à 1742.
Gaspard de Daillon du Lude, 1635-1676 délaisse les obscurs appartements médiévaux de la tour Mage. Il fait réaménager l'aile dite d'Amboise, du nom de son constructeur et élargir les fenêtres gothiques en ouvertures classiques rectangulaires. Le bâtiment est doublé côté cour d'une galerie au premier étage(G), reposant sur un portique ouvert de style classique ; cet élément porte le nom de galerie du Lude. Les salles, remises au goût du jour, jouissent d'un confort et d'un luxe dignes du prélat d'un riche évêché et sont destinées à la réception des invités de marque : salle à manger, salon, salon de réception… Pour desservir ces pièces, un escalier majestueux est aménagé dans la tour carrée(entre J et H) accolée à la chapelle Notre-Dame, devenue dépotoir au cours des époques. Cet édifice est ramené à un étage et une porte est ouverte donnant sur la petite cour d'entrée.

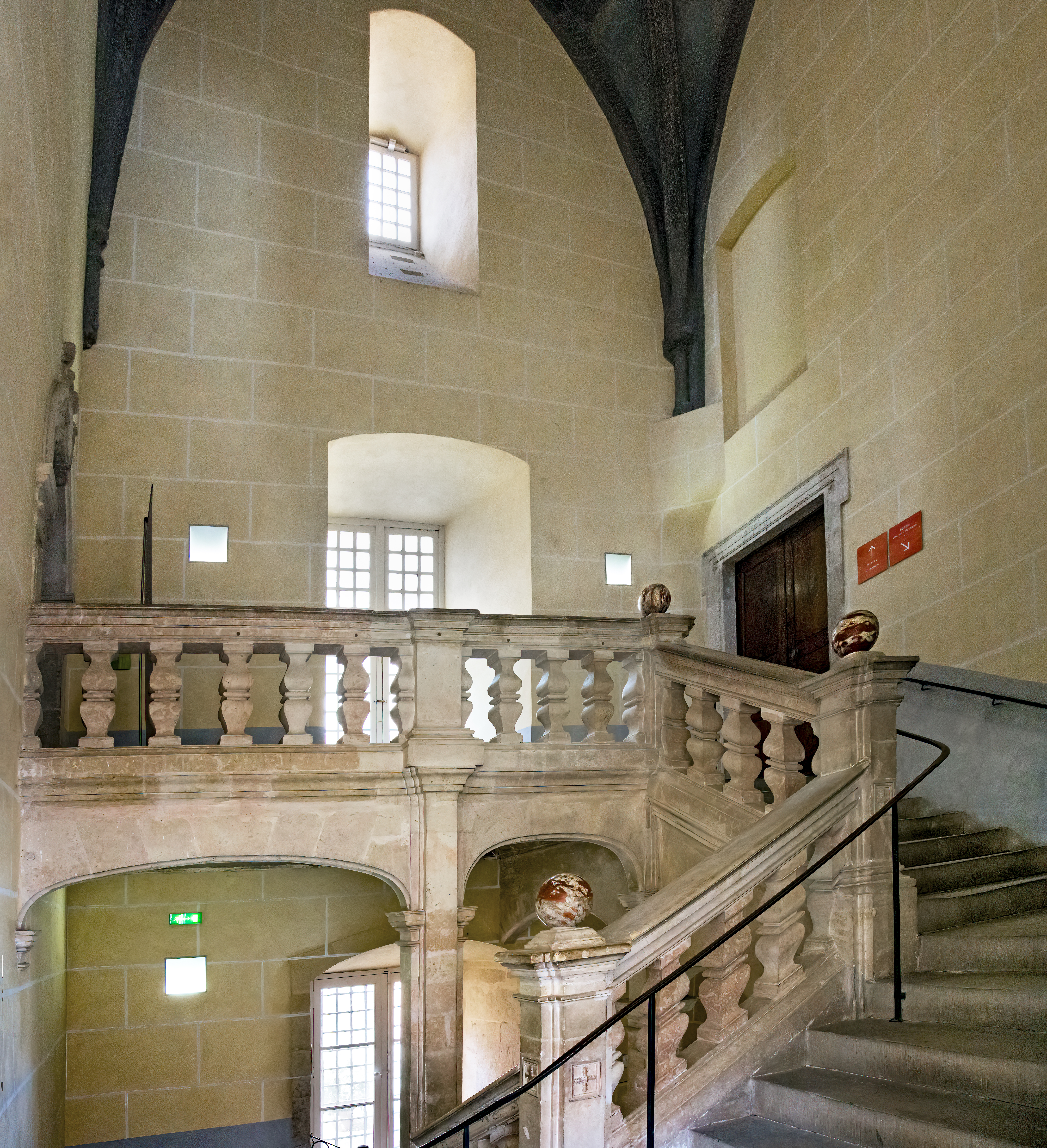
L'escalier d'Honneur.
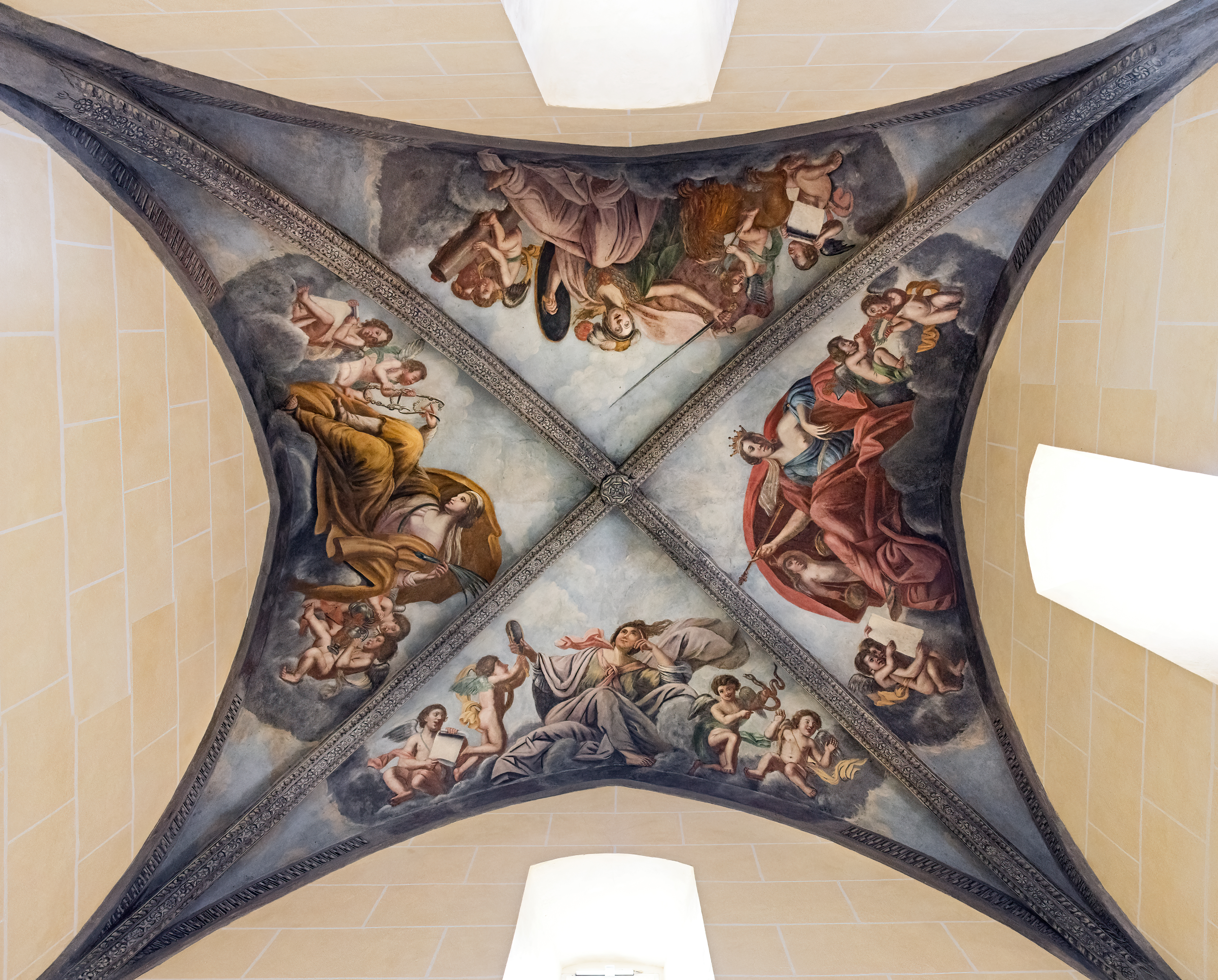
Voute de l'escalier d'Honneur.
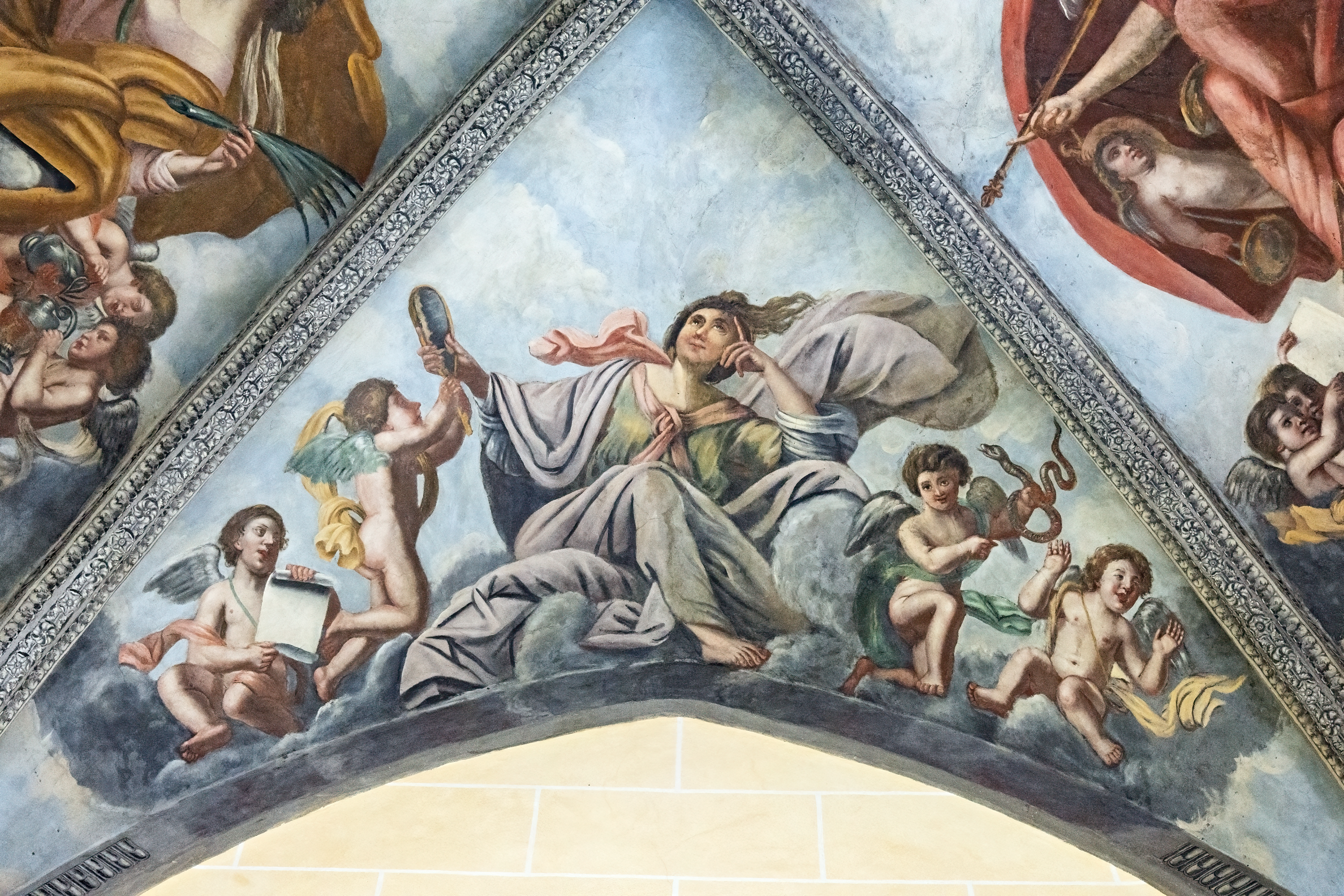
La Prudence.
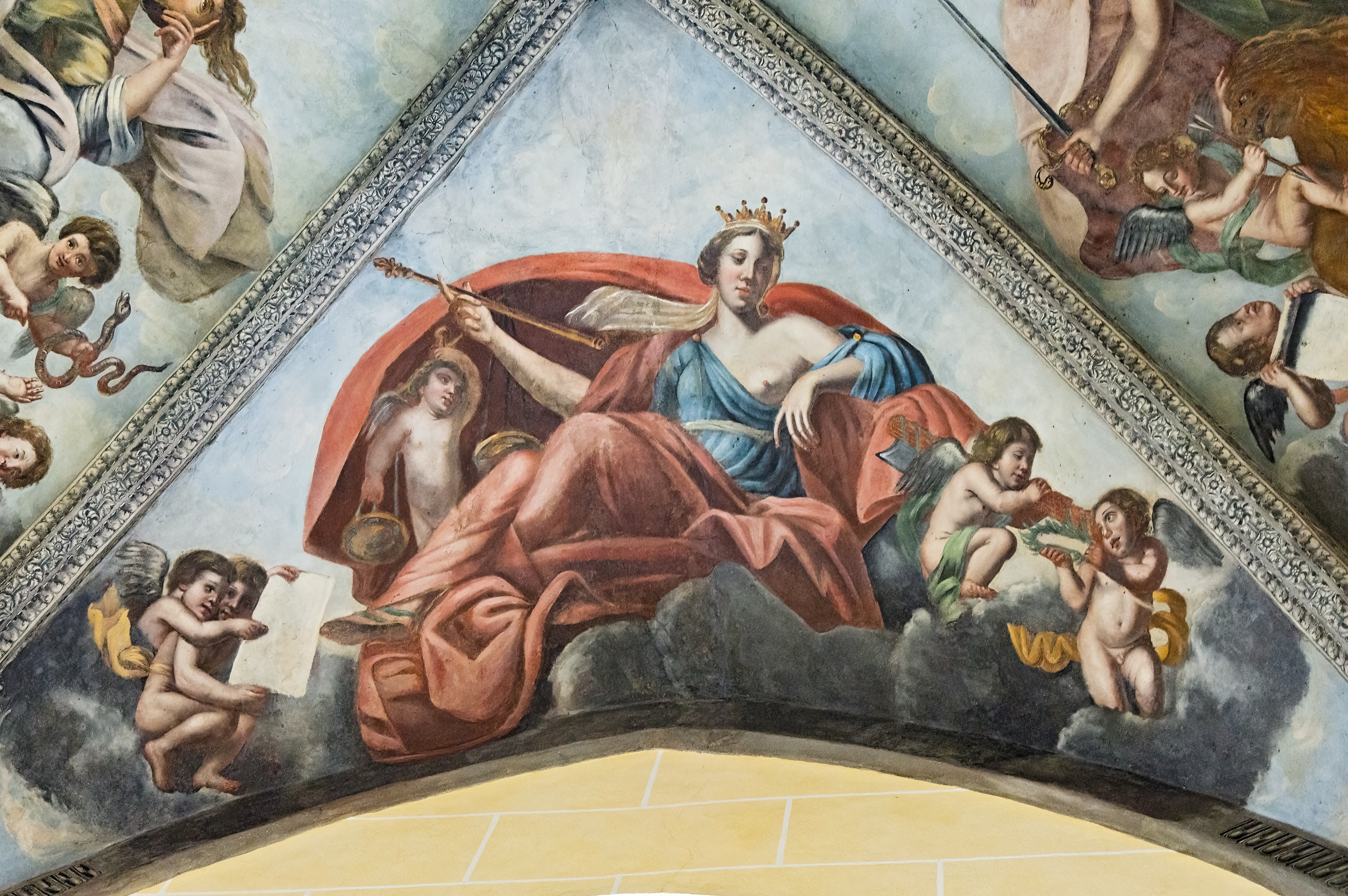
La Justice.
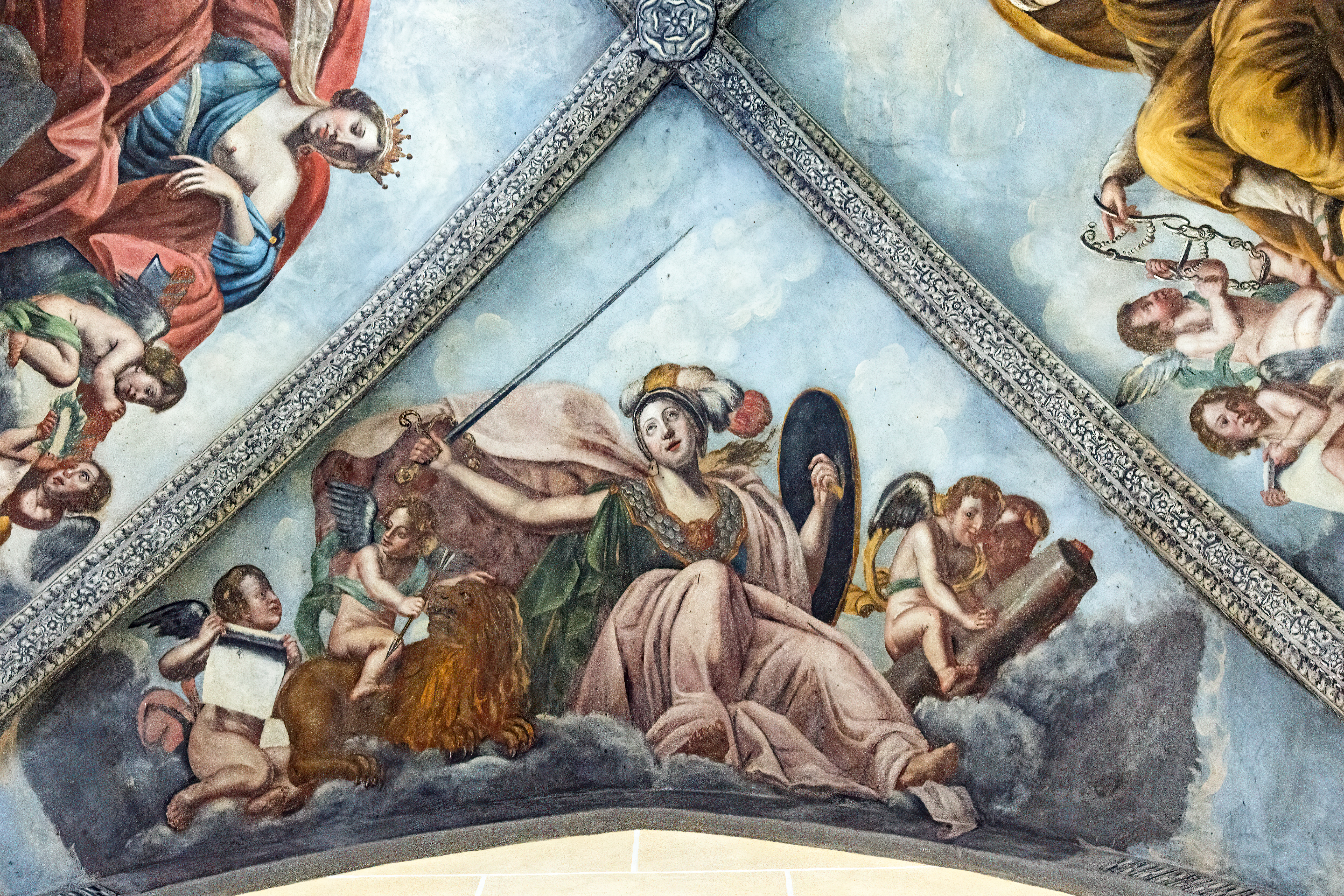
La Force.
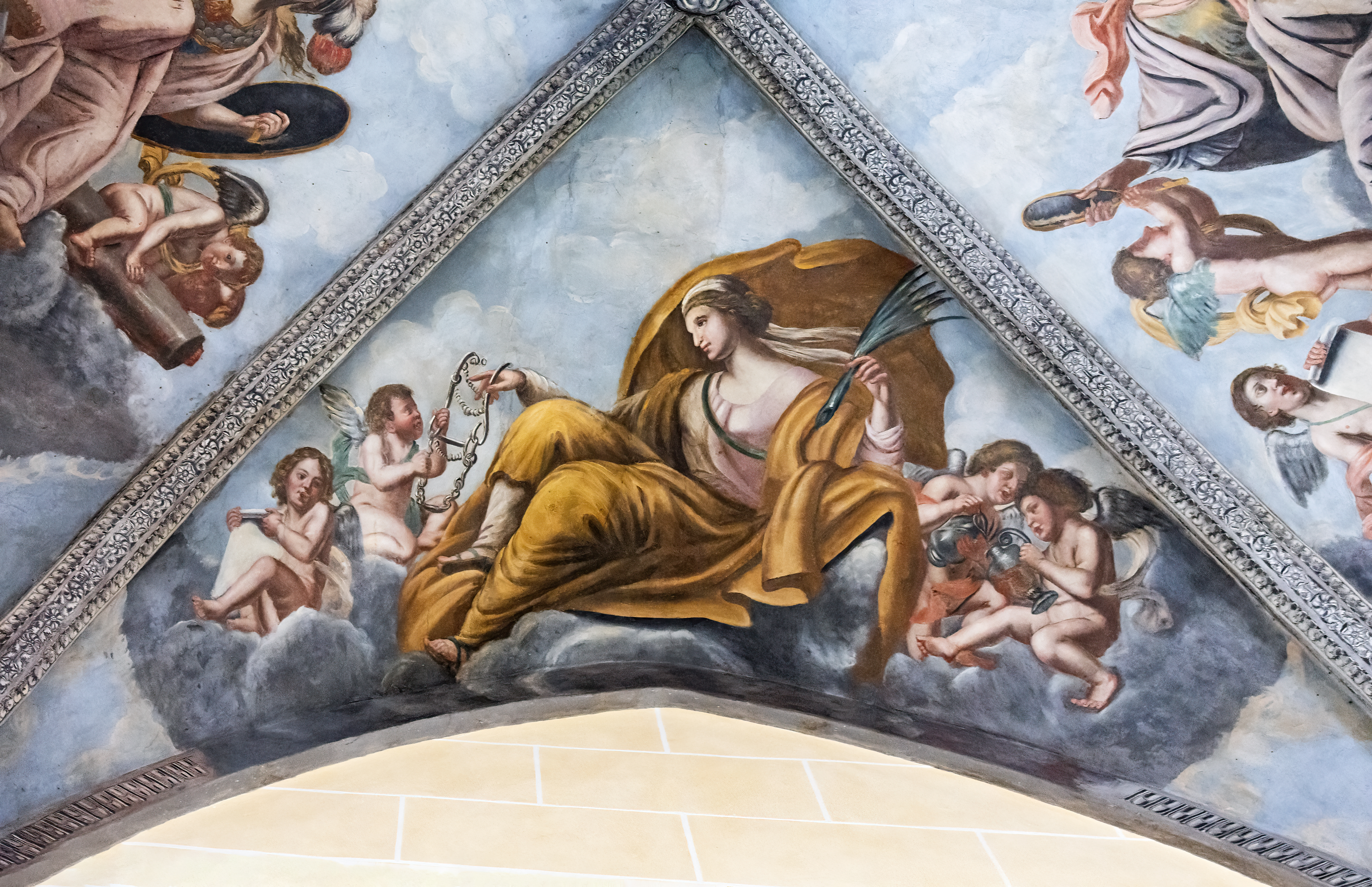
La Tempérance.

Son successeur, Hyacinthe Serroni (1678-1685), aménage l'extérieur. La lice, ou basse cour(Y), devient un jardin à la française. Deux terrasses(W et X) reliées par des escaliers en pierre font communiquer le jardin avec le château. Les courtines nord qui dominent le Tarn deviennent un promenoir et la barbacane ouest(L), dite aussi tour éperon à bec, un belvédère. Il redécore la chapelle Saint-Michel de la tour Mage.
Charles Le Goux de La Berchère, 1687-1703, réaménage l'aile des Suffragants(E) et crée une terrasse sur les contreforts rabaissés. En face de la galerie du Lude, il aménage une galerie contre la tour Mage en symétrie(entre B et C).

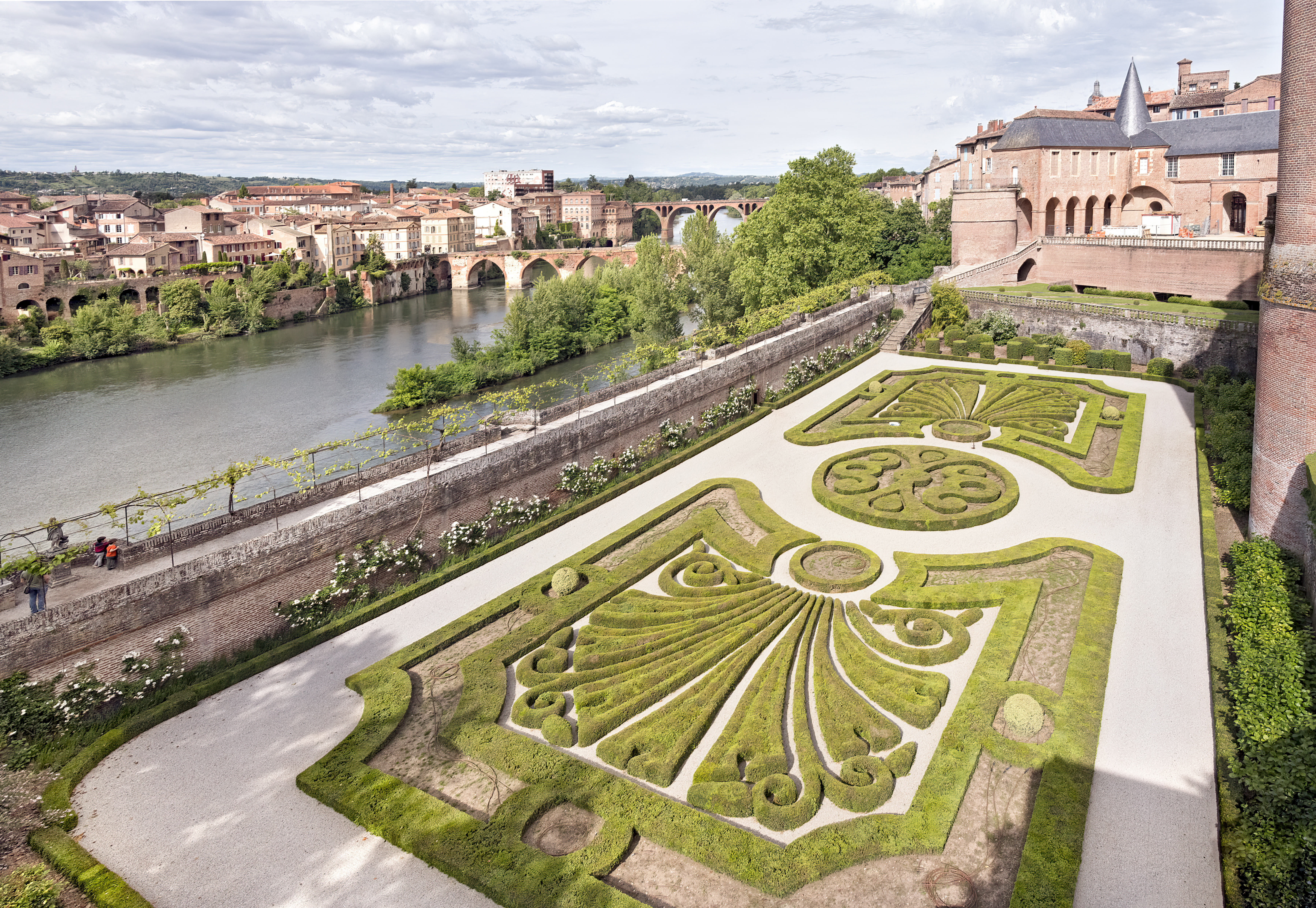
Jardins aménagés au XVIIe siècle par Hyacinthe Serroni.

#### Aménagements duXVIIIesiècle

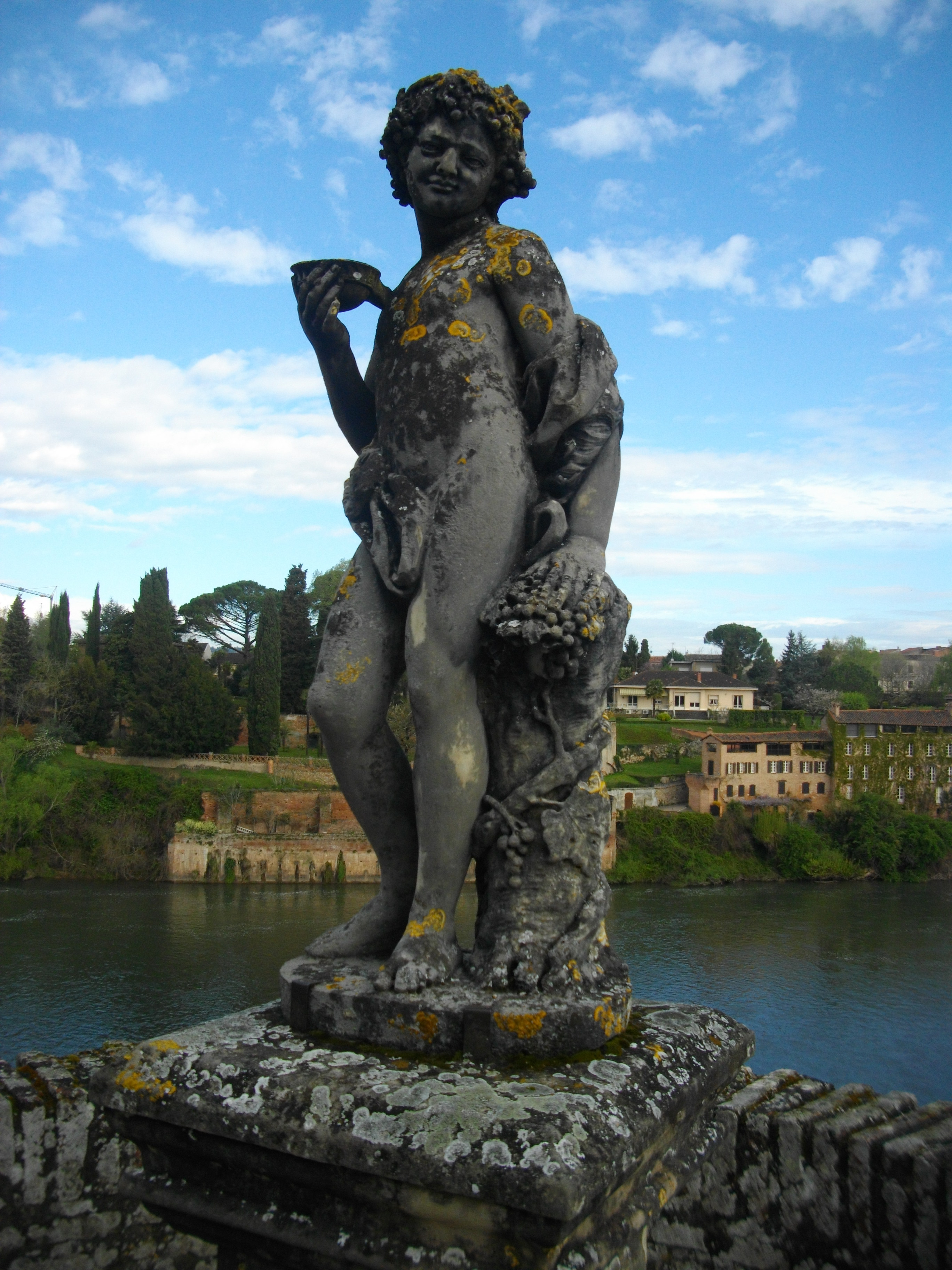
Statue de Dionysos de style antique, faite installée par Bernis.

Léopold-Charles de Choiseul-Stainville (1759-1764), fait ouvrir un grand portail sous la galerie d'Amboise(U), creusé dans la brique brute, sans parement. Il adosse à cette galerie une aile(S) sur portique en rez-de-chaussée pour y loger une bibliothèque. Cette construction remplace une ancienne courtine médiévale.
François-Joachim de Pierre de Bernis (1764-1790), fait creuser un petit salon dans l'épaisseur du mur plein d'une tourelle d'angle de la tour Sainte-Catherine(D) et installe des sculptures de style antique dans les jardins.

#### Aménagements duXIXesiècle
Les bâtiments religieux sont saisis lors de la Révolution pour y faire un muséum d'histoire naturelle et antiquités. La bibliothèque n'est pas touchée. Le palais retrouve sa fonction épiscopale à la Restauration. À la fin du XIXe siècle, un petit passage ponté est jeté au-dessus de l'accès au jardin pour rejoindre directement la cathédrale(I).

#### Restaurations auXXesiècle
Au début du siècle, l'aile d'Amboise retrouve des fenêtres à meneaux ressemblant aux ouvertures originelles. La galerie contre la tour Saint-Michel est démolie, la trace des ouvertures murées en atteste. Entre 1945 et 1985, les toitures sont remaniées sans modification pour pallier leur vétusté.
Entre 2001 et 2012, des travaux importants réaménagent les lieux pour agrandir le musée et rendre l'accès plus aisé pour les valides, comme les personnes à mobilité réduite. Le plan de visite est revu pour actualiser les besoins des visiteurs : parcours didactique, création d'un auditorium, d'une surface destinée aux expositions temporaires et d'un espace d'accueil-boutique.

## Description
Le château se présente comme une forteresse de briques foraines. Les murailles sont renforcées par des contreforts hémicylindriques supportant en hauteur des arcs masquant les mâchicoulis.
Ce type d'architecture, curieux dans le midi où il est un des seuls exemples, a été popularisé dans l'ouest de la France par la maison Plantagenêt : donjon de Niort ou châteaux de Tiffauges et Pouzauges en Vendée. Il est bien représenté au XIIe siècle, mais parait déjà obsolète dans la seconde moitié du XIIIe siècle, lorsque la cité de Carcassonne ou Aigues-Mortes, par exemple, utilisent les pierres taillées en bossage, la dernière technique éprouvée et mise en œuvre par les ingénieurs royaux.
Pour l'historien Henri Pradalier, il faut rechercher cette originalité dans le matériau employé, la brique foraine. Sur un site où la pierre doit être transportée sur une vingtaine de kilomètres, la fabrication de brique avec l'argile toute proche permet une meilleure organisation du chantier. De plus, la régularité des produits moulés ne nécessite pas de tailleurs de pierre et les maçons peuvent être de simple manœuvres pour bâtir avec des briques standardisées. Sur le plan militaire, la brique offre une résistance supérieure à celle de la pierre, les projectiles écrasant les briques au point d'impact sans toucher les autres, là où la pierre transmet les vibrations et ébranle la maçonnerie. Le faible prix de la brique a permis de construire des murs d'une épaisseur pouvant atteindre sept mètres d'appareillage plein. Cette même épaisseur facilite la construction par l'absence d'échafaudage, les matériaux étant acheminés par les escaliers qui grandissaient avec l'ensemble de l'édifice.
Au vu de leurs ressemblances, il ne fait aucun doute que la construction de la Berbie servit de modèle à celle de la cathédrale Sainte-Cécile démarrée en 1282. Cette filiation explique les formes épurées de l'édifice religieux dont la technique est déjà éprouvée par les bâtisseurs. Jean-Louis Biget estime que l'architecte catalan Pons Descoyl, probable concepteur de la cathédrale, aurait pu travailler au chantier de la Berbie.

Donjon de Niort.
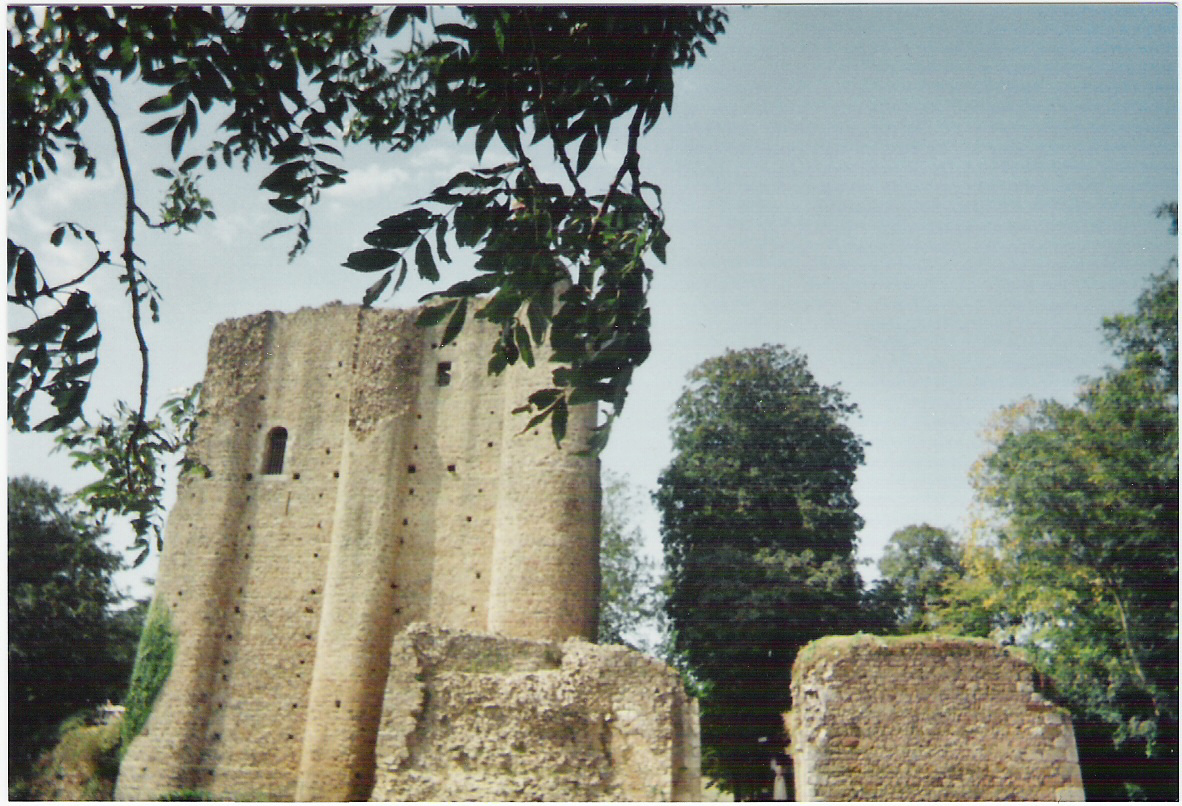
Château de Pouzauges
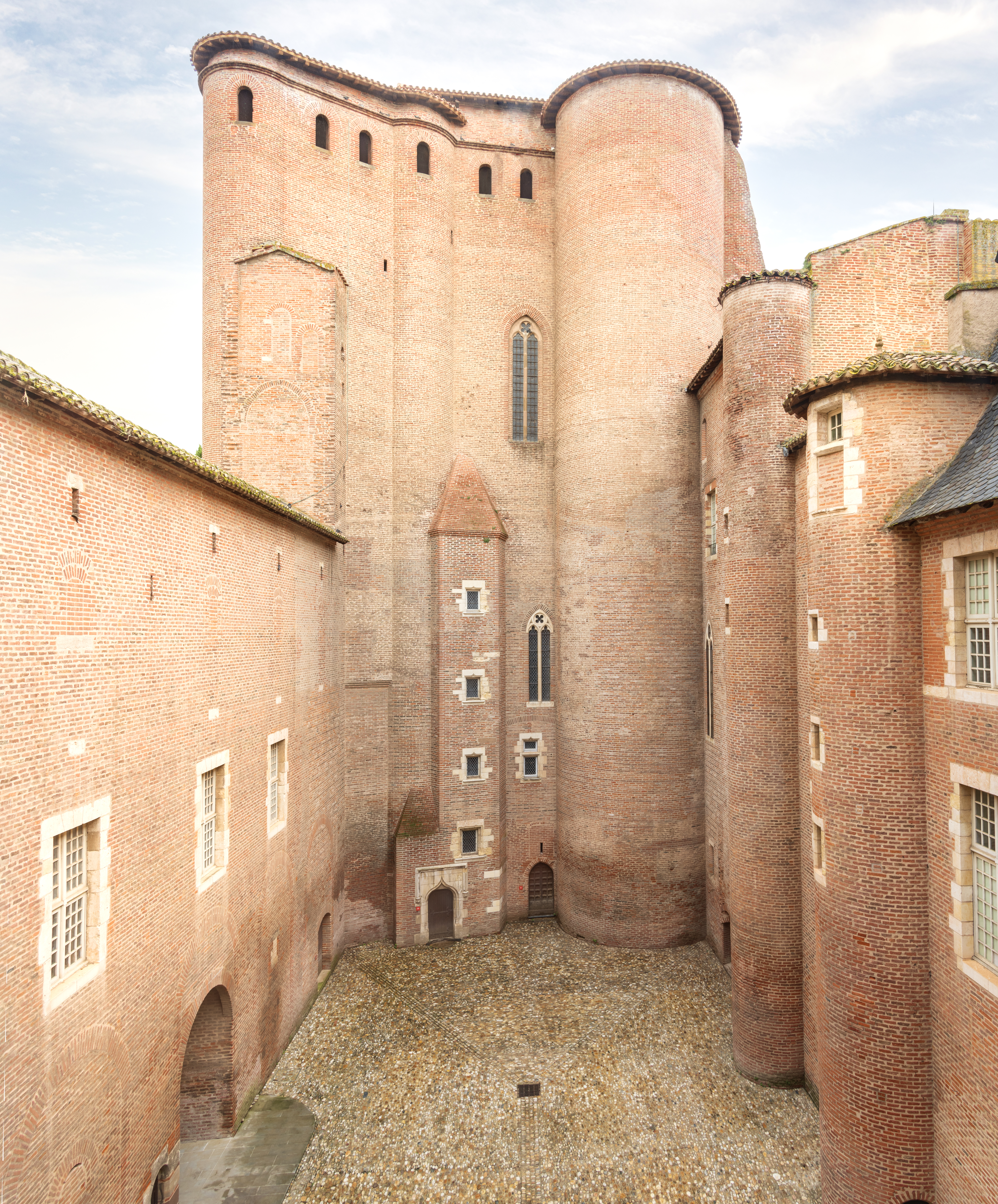
Tour Saint-Michel de la Berbie.

Chaque évêque a imprimé son style, correspondant aux besoins de son époque et aux modes de l'architecture. Durand de Beaucaire a construit une grosse maison et une tour à but utilitaire. L'austérité rappelle le gothique méridional en vogue et s'oppose à l'opulence du gothique du nord du pays. Bernard de Combret fait réaliser des fortifications rendues nécessaires par l'opposition entre l'évêque et sa ville. Il adopte les contreforts semi-cylindriques et les mâchicoulis en arc surbaissés. Les voûtes sont en arc presque plat, proche du plein cintre. Avec Bernard de Castanet, les murs talutés apparaissent, renforçant l'épaisseur des murs à la base et permettant de renvoyer vers les assaillants les projectiles lancés depuis le haut des remparts. Les voûtes adoptent un arc brisé aigu et des arcs formerets, absents auparavant.

## Le palais auXXIesiècle

### Musée Toulouse-Lautrec

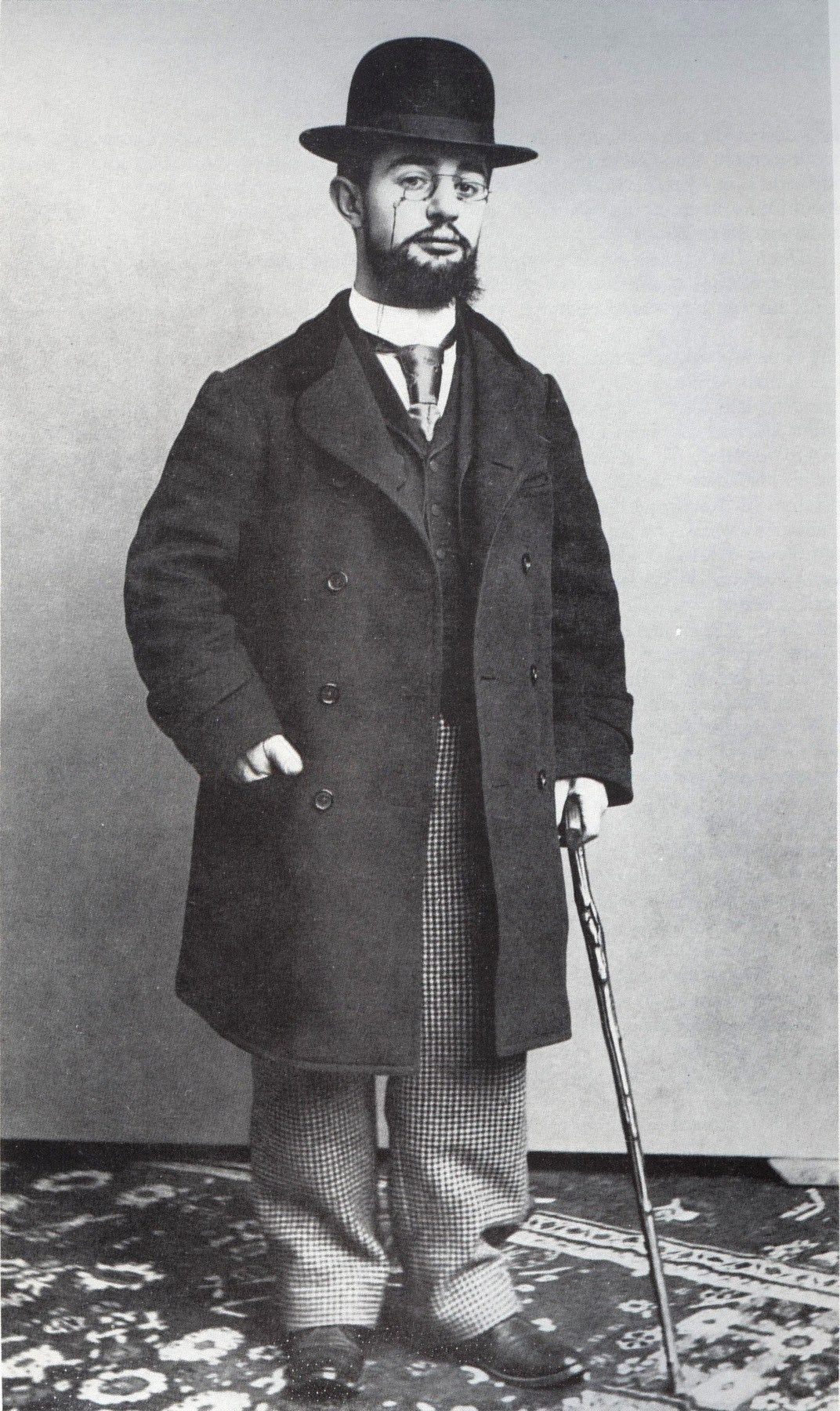
Henri de Toulouse-Lautrec.

À la mort, en 1901, du peintre Henri de Toulouse-Lautrec, né à Albi en 1864, ses parents souhaitent offrir leur collection à un musée. En 1905, la loi de séparation des Églises et de l'État dépossède l'archevêché d'Albi de la résidence épiscopale et permet l'ouverture d'un musée. En 1922, les parents du peintre donnent leur collection pour étoffer le musée.
Il compte, en 2016, plus de 1 000 œuvres et affiches de l'artiste, constituant sa plus grande collection. Entre 2001 et 2012, des travaux importants ont été effectués pour actualiser les besoins des visiteurs : parcours didactique, création d'un auditorium, d'une surface destinée aux expositions temporaires et d'un espace d'accueil-boutique. L'accessibilité aux personnes à mobilité réduite a été améliorée.
Outre le peintre albigeois, une partie évoque l'histoire du palais de la Berbie et plus globalement de la cité épiscopale d'Albi.

### Pavements médiévaux
Entre 2000 et 2012, des planchers enlevés pour faire passer des gaines techniques ont révélé des carreaux de terre cuite vernissée. En 2000, 100 m2 sont trouvés dans les combles de l'aula(H), auxquels s'ajoutent 91 m2 dans la tour Saint-Michel et 41 m2 dans l'aile des suffragants.
Leur découverte est d'une grande importance, tant sur le plan de la surface couverte que de leur emplacement originel jamais retouché. Leur état a bénéficié des aménagements ultérieurs qui les ont protégés, geste probablement prémédité.
Ils ont été faits d'argile et de sable tassé dans des moules carrés. Après premier séchage, la surface supérieure est imprimée avec un tampon de bois à relief négatif de quelques millimètres, ou d'un outil pour les détails fins. Un engobe blanc fluide, venait combler les creux avant second séchage. À cette étape, les carreaux pouvaient être recoupés pour s'adapter à leur emplacement final. Un glaçage coloré venait ensuite. La double cuisson commençait par un séchage résiduel à basse température, puis une chauffe forte vers 1 000 °C pour vitrifier la surface.
Leur mise en place réalisait des décors en mosaïque. Un grand carré constitué de carreaux formant un décor, délimite une surface où des carreaux entiers tracent des diagonales. Chaque petit carré délimité par ces diagonales est empli de carreaux de taille différente : carrée, rectangulaire, triangulaire.
Dans l'aile des Suffragants, de nombreux carreaux représentent des figures courantes sur les blasons : lion, aigle bicéphale, chien, cerf, fleur de lys, animaux fantastiques, château à trois tour, crosse d'évêque... Dans le donjon, le décor en diagonale et l'encadrement au pied des murs formaient un décor de tapis. L'usure moindre des carreaux près des murs ou sous les meubles permet encore de donner une idée de l'ensemble. La finesse du travail révèle la présence d'artisans confirmés dans leur art. Avec les meubles dont on a conservé la trace sur des murs (probablement des stalles) et les peintures murales, le château de Bernard de Castanet était un bon modèle de logement luxueux de l'époque. Les carreaux des combles de l'aula sont en meilleur état de conservation, probablement grâce à un nombre de passages moindre, mais révèlent plus de défauts. Il semblerait qu'un tri ait été fait après cuisson et que cette partie soit constituée de carreaux de second choix.

### Découvertes futures
Les carreaux protégés par du remblai et un plancher pourraient bien ne pas être les seuls éléments anciens. Dans l'aile des suffragants, les murs et niveaux n'ont pas été modifiés, seules les ouvertures pratiquées ayant changé l'aspect du bâtiment. La pose de planchers et de lambris pourrait masquer de nouvelles découvertes. Des sondages pourraient permettre d'indiquer la destination ancienne de chaque pièce et de reconstituer le plan originel d'organisation de la vie au palais.

### Jardins et cours

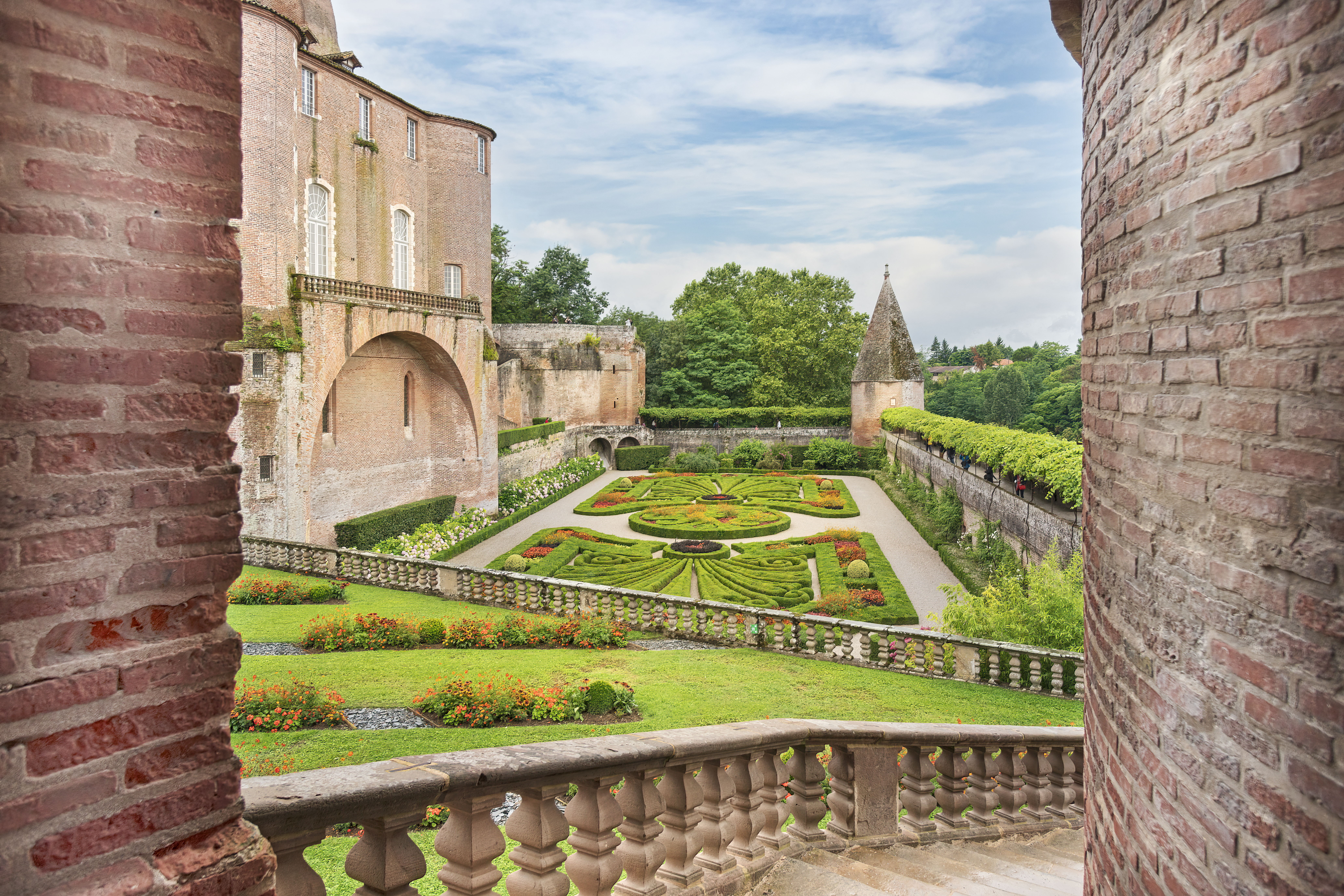
Le jardin s'étend sur 2 niveaux: la contre-terrasse, et l'ancienne place d'armes.

L'accès libre au périmètre du jardin, aux terrasses, à la cour d'entrée et à la cour centrale permet de se faire une idée de la destination militaire du palais de la Berbie. Le passage vers le jardin permet de voir des vestiges de l'ancienne cathédrale romane en pierre. Ces éléments sont inclus dans des murs en brique qui ont « absorbé » le vieil édifice.
Le jardin à la française est établi sur la plateforme héritée de l'ancienne cour basse, remblayée lors de la construction de la courtine nord. L'accès au jardin lui-même n'est pas ouvert au public. Lors de son aménagement par Hyacinthe Serroni, premier archevêque d'Albi, les tours, à l'exception de la tour de la rivière au nord-ouest, ont été découronnées. La courtine préservée constitue une promenade avec treillis en pergola qui mène vers une contre-terrasse et une terrasse haute. Une autre terrasse a été construite sur les gros contreforts réduits en hauteur de l'aile des suffragants, avec des portes fenêtres faisant communiquer les salles du rez-de-chaussée avec l'extérieur. Le tout offre une vue imprenable sur le Tarn, la rive droite et le pont Vieux, éléments inclus dans le périmètre classé de la cité épiscopale. Les tourelles-contrefort sur lesquelles ont été créés de petits belvédères, accueillent les statues de style antique acquises par le cardinal de Bernis.
La qualité esthétique de ce jardin est liée à la situation du lieu qui exige des opérations exclusivement manuelles.

### Archéologie
Par rapport à d'autres quartiers de la ville, le site du palais de la Berbie est relativement pauvre en potentiel d'avant le palais, en particulier face à la grande quantité de sources écrites. La raison en est des réaménagements importants sur les bâtiments aériens mais pas sur des fondations originelles. De plus, le site sur la pente du Tarn n'était probablement pas occupé précédemment. Un puits dégagé en 1969 se révèle des probables latrines, après exploration par un club de spéléologie, sans élément de datation. Quelques éléments d'égouts antérieurs au palais ont été dégagés dans les années 1990. La partie située entre la Berbie et la cathédrale est occupée par des locaux et jardins cléricaux. Le potentiel de leur sous-sol reste à évaluer, mais l'existence de l'ancienne cathédrale romane et du vieux cimetière attenant offre des perspectives importantes lorsque des fouilles seront possibles.
Les éléments majeurs trouvés concernent des éléments originels perdus et masqués, que des travaux d'aménagement du musée ont remis au jour, dont les pavements précités. Lors des travaux menés dans les années 2000, les découvertes ont amené la direction du musée à modifier les premiers projets pour intégrer les découvertes au musée remanié.

## Les éléments du palais

### Aile d'Amboise et galerie de Daillon du Lude (F et G)
C'est par cette partie du palais que débute la visite du musée. L'entrée du musée se fait par des portes vitrées dont la centrale comporte la signature de Toulouse-Lautrec, les lettres HTL entrelacés. Au rez-de-chaussée, se trouvent la boutique du musée, la billetterie et le portillon d'accès, dans des salles voûtées datant de l'époque de la construction à la Renaissance. Au premier étage se trouve la galerie de Daillon du Lude donnant sur la cour. Elle héberge l'histoire du palais. L'aile d'Amboise, donnant sur la ville, montre le petit salon de Daillon du Lude et la salle dite de la Croix. Au second étage, sont exposées des œuvres d'artistes contemporains ou postérieurs à Toulouse-Lautrec.

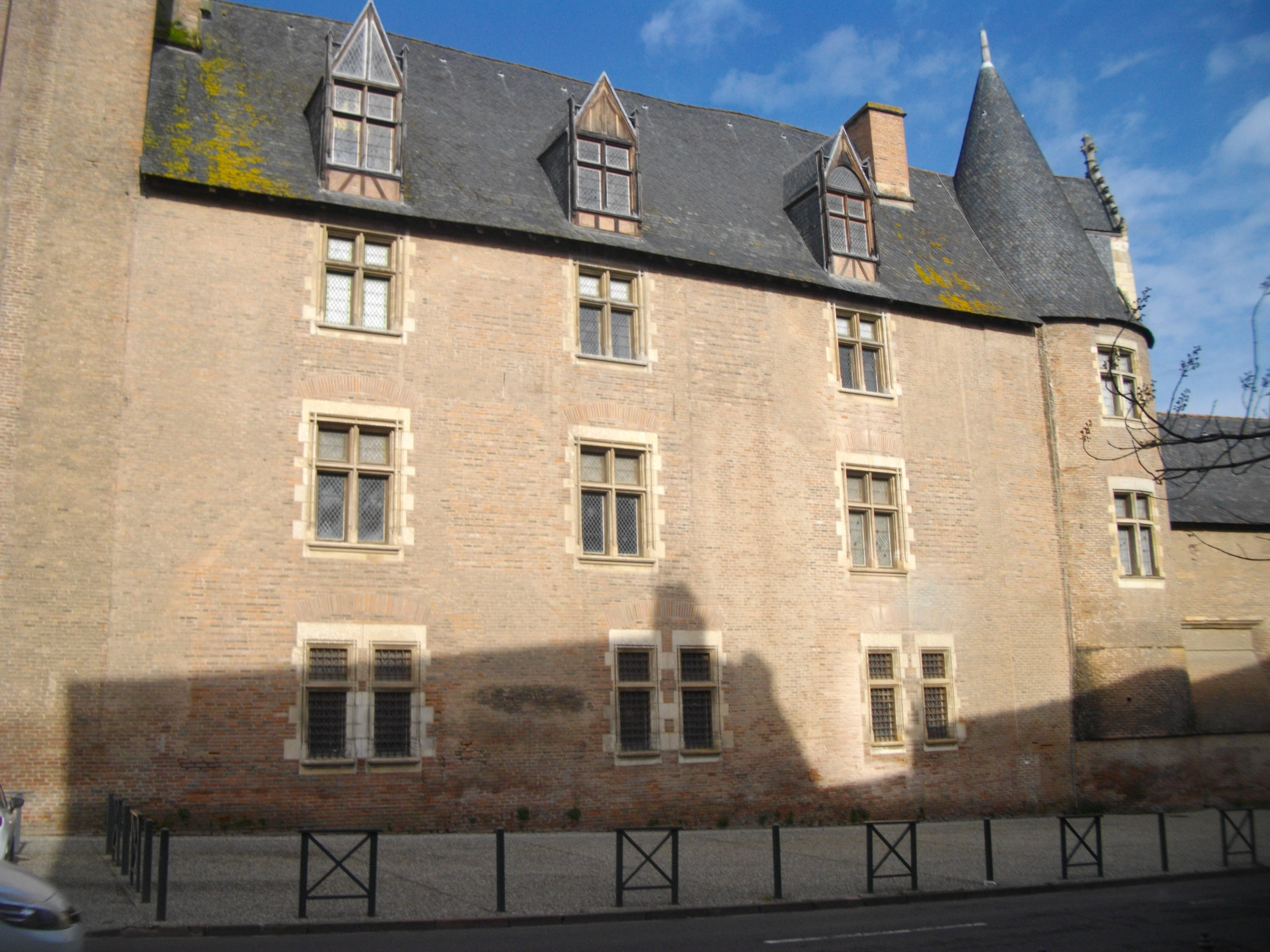
Aile d'Amboise côté rue.
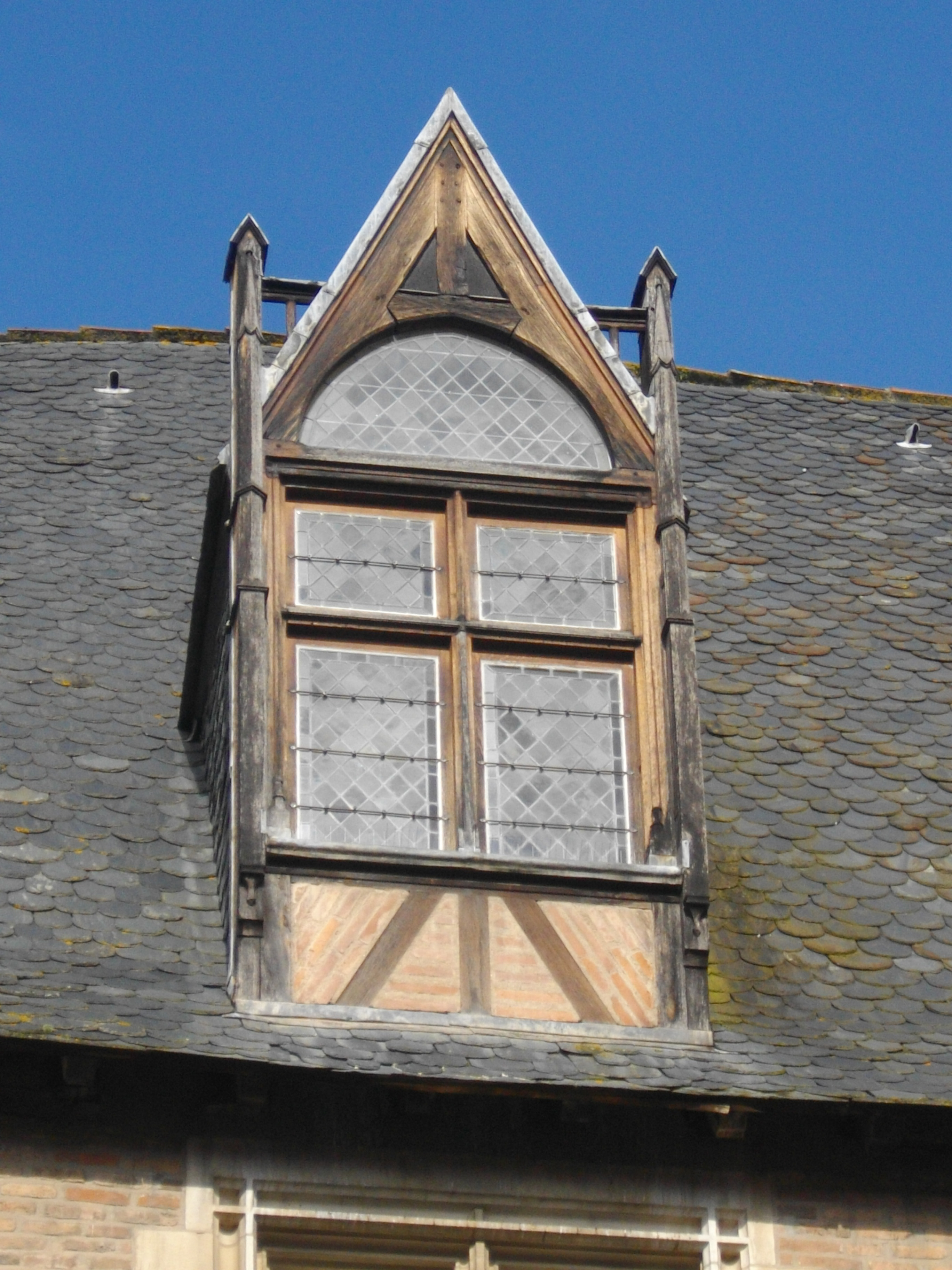
Lucarne gothique.
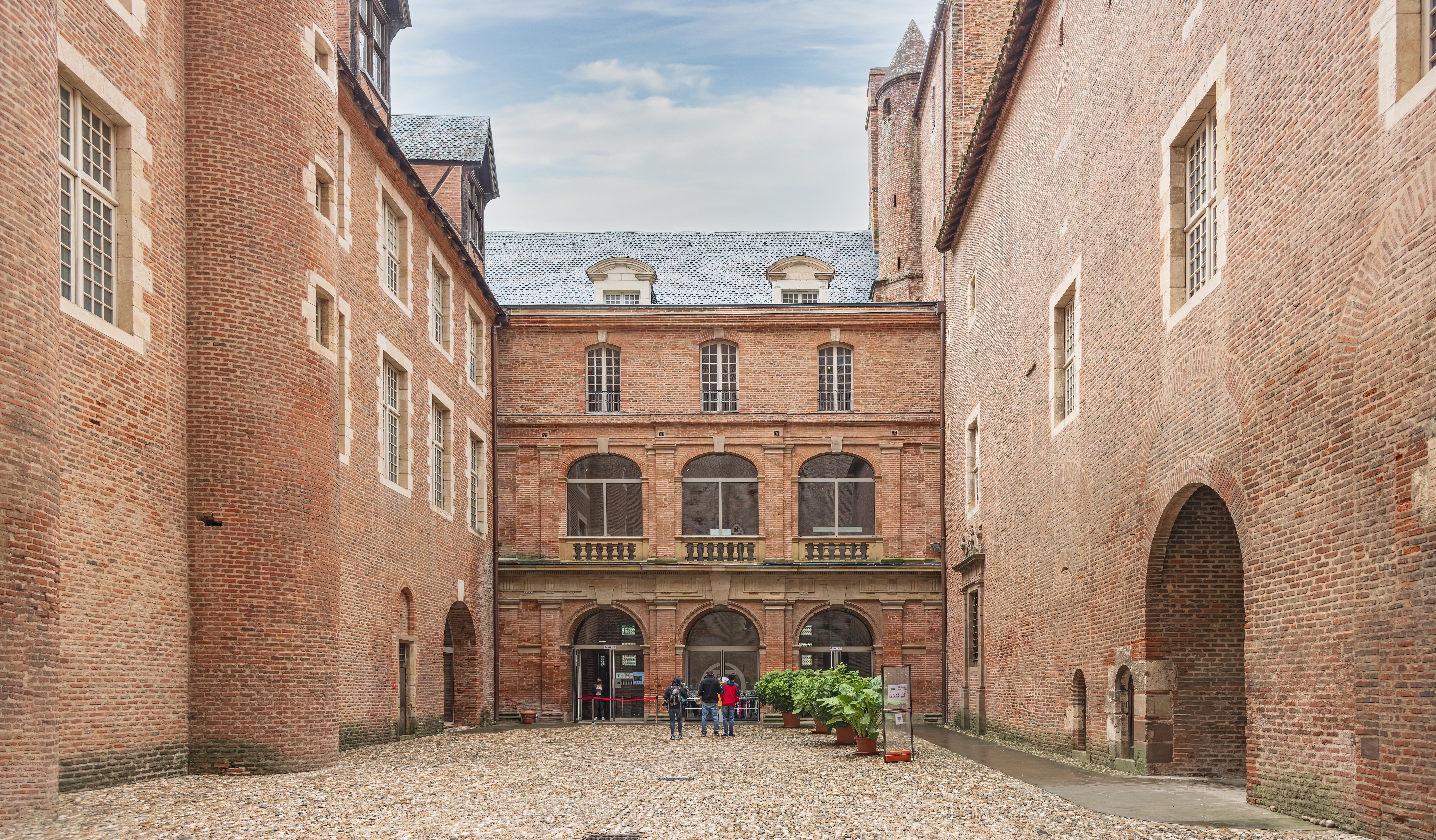
Galerie du Lude.

### Aile des Suffragants (E)
Le rez-de-chaussée, où donnent les tourniquets d'entrée, expose des dessins et peintures de jeunesse de Toulouse-Lautrec. Dans cette partie se trouve l'accès à l'auditorium créé sous la cour d'honneur. Au premier étage, des œuvres de Toulouse-Lautrec concernant sa vision des nuits parisiennes et sa période tardive sont exposées. Au second étage, des œuvres de contemporains du peintre albigeois sont visibles.

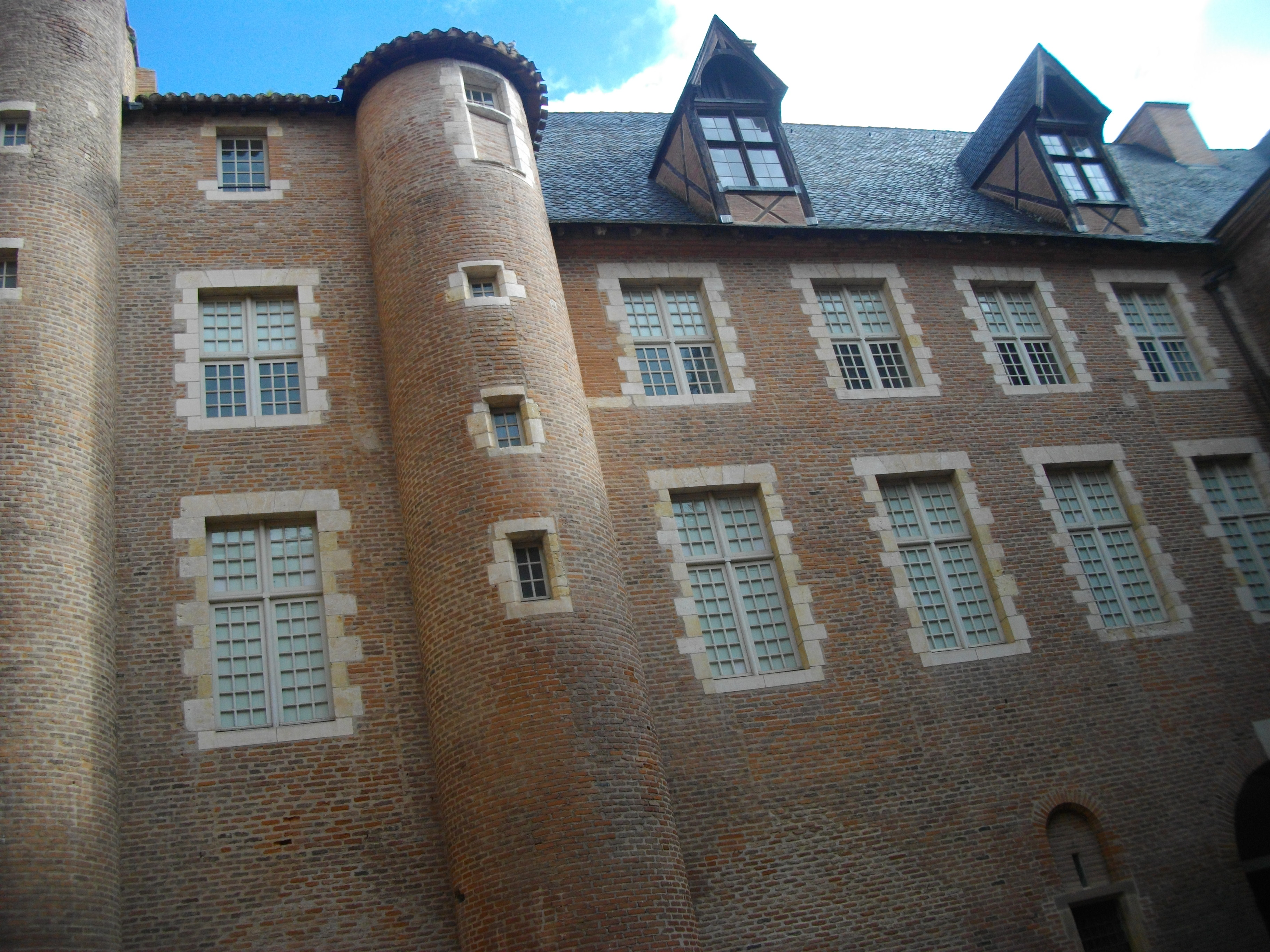
Côté cour.
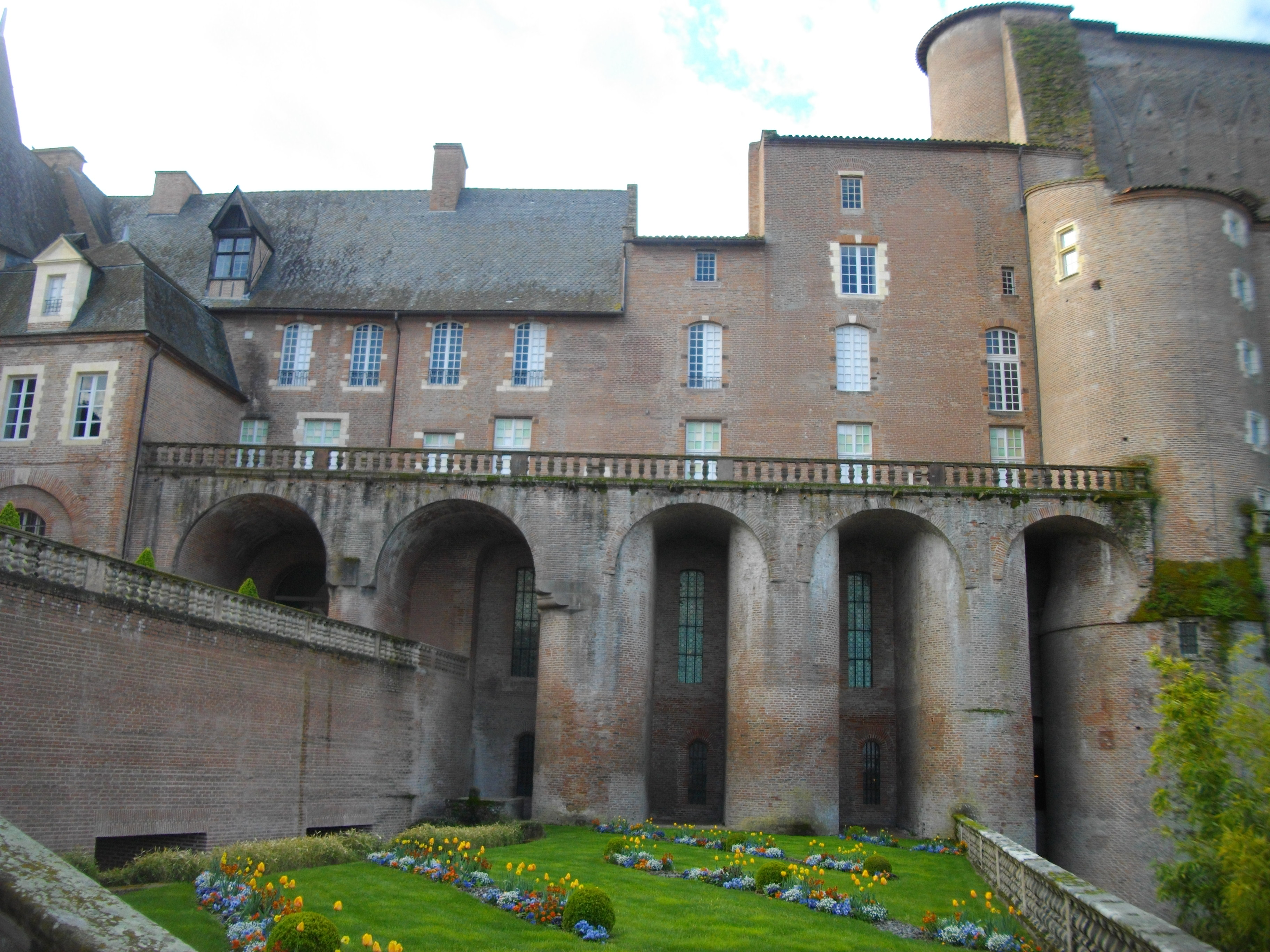
Côté jardin.

### Tour Sainte-Catherine (D) et tour Saint-Michel (C)
L'ensemble forme un donjon massif qui prend parfois le nom de tour Mage, autrement dit la « tour majeure » (tor Màger en occitan, issu du latin torris majoris). L'aspect des deux tours est voisin, mais l'épaisseur des murs de la tour Sainte-Catherine révèle la destination défensive, alors que la tour Saint-Michel résulte d'un aménagement de l'ancien palais, bisbia vielha.
La tour Sainte-Catherine est le donjon du palais. Formidablement fortifiée avec des murs très épais, elle a surplombé pendant deux siècles la cité épiscopale avant l'érection du clocher de la cathédrale actuelle. Après les guerres de Religion, les représentants du roi Henri IV demandent le démantèlement de la forteresse. Finalement, le projet est réduit au rabaissement de cette tour. La face nord est attaquée à la pioche et après plusieurs mois de travaux, la face sud est conservée. Il en résulte deux façades très opposées. Vu du sud, la tour Saint-Michel accolée donne une apparence massive et austère. Au nord, la partie conservée s'est ouverte sur les jardins avec des fenêtres de style classique. Une terrasse repose sur une voûte adossée aux tourelles d'angle. Elle est accessible par deux grandes portes-fenêtres. Au niveau du toit dépasse la partie sud sur laquelle se voient les traces des anciennes voûtes gothiques des pièces supérieures démolies au tout début du XVIIe siècle.
Au rez-de-chaussée du musée, la tour mage présente des portraits faits par Toulouse-Lautrec et des peintures de maisons closes. Au premier étage, une salle palatiale médiévale est présentée avec un salon du cardinal de Bernis aménagé dans une tourelle d'angle. Le second étage n'est pas accessible au public. La tour Saint-Michel y abrite une chapelle dédiée à l'archange éponyme.

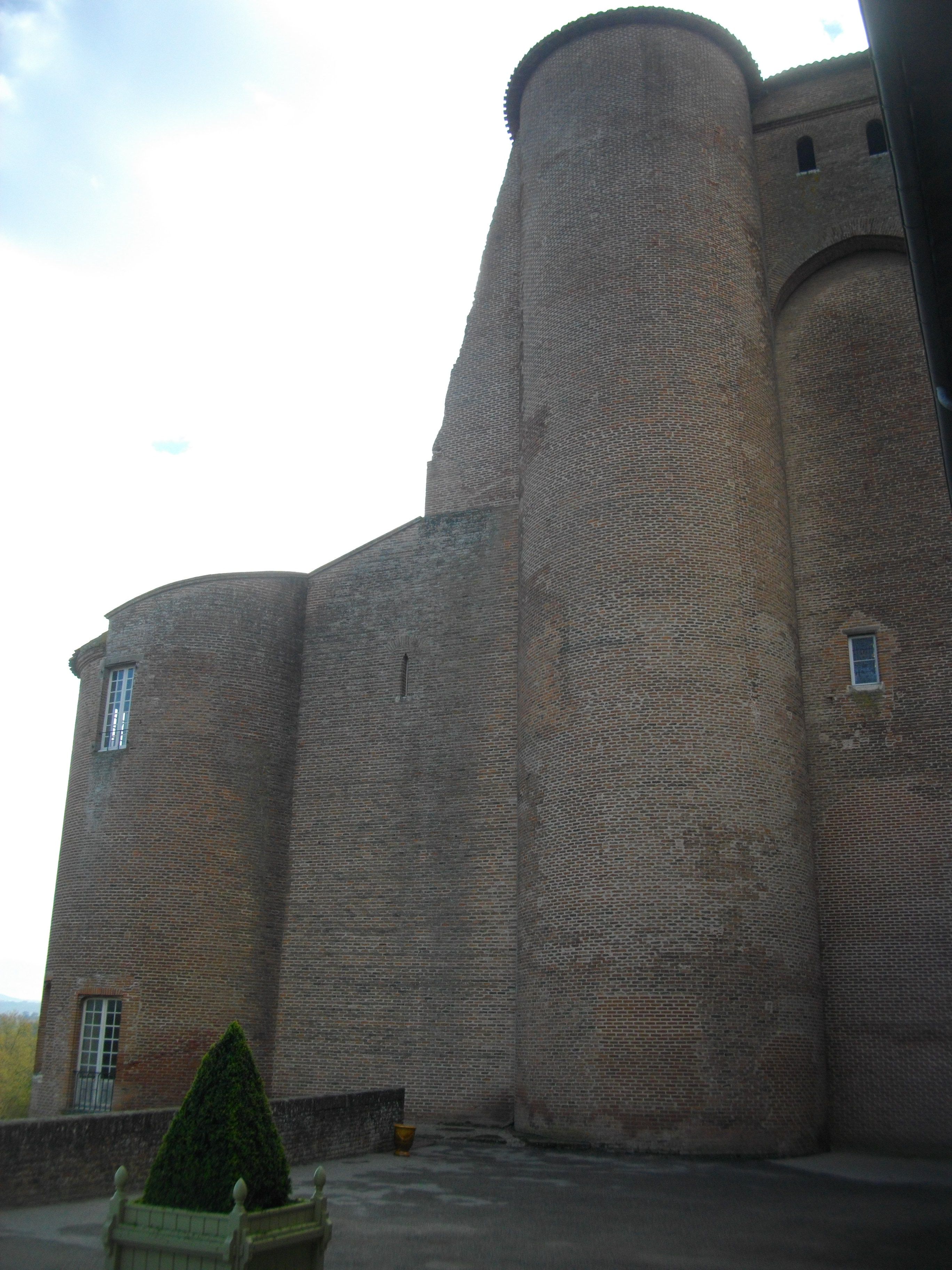
Tour mage côté ouest.
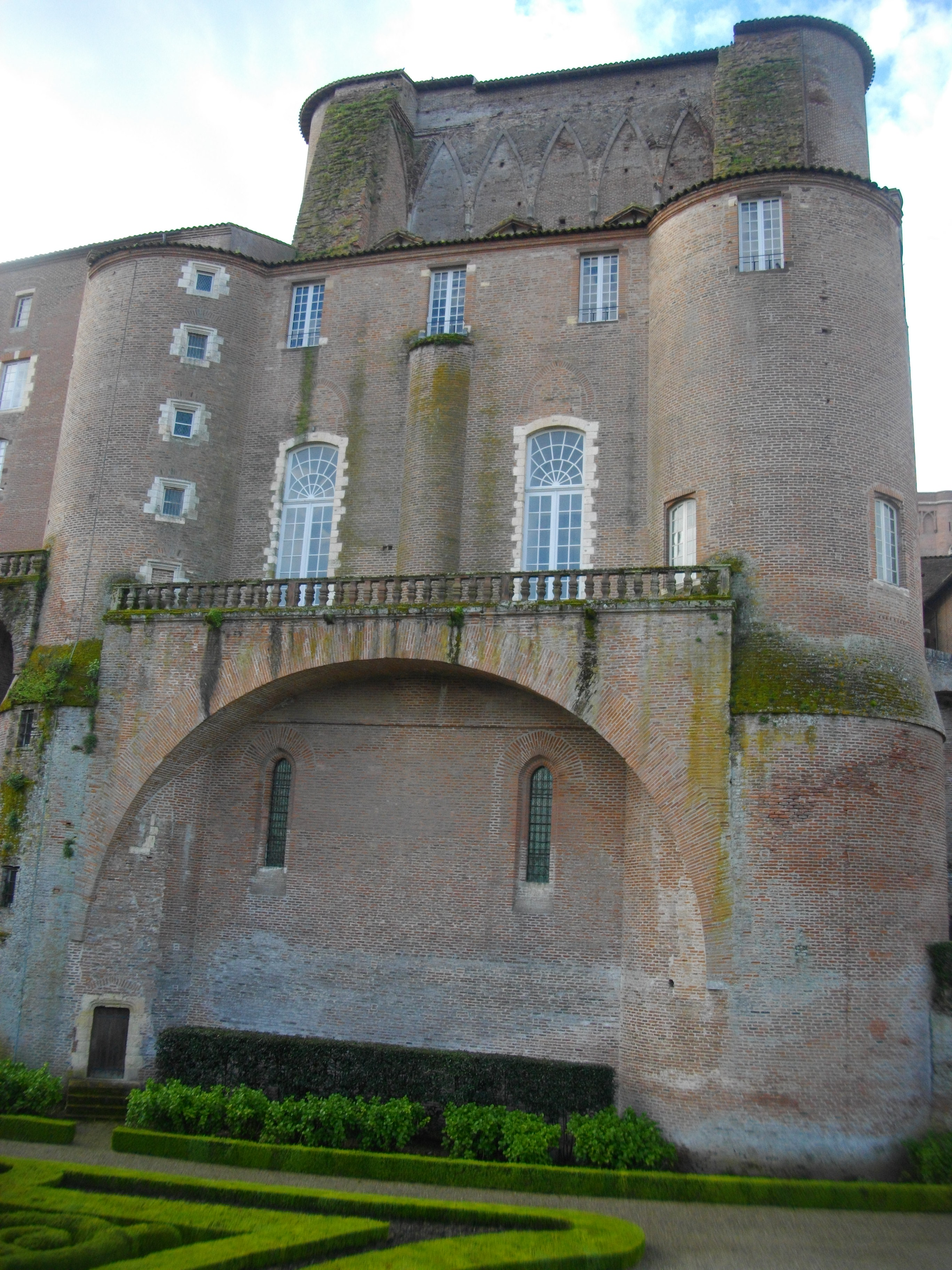
Côté jardin.
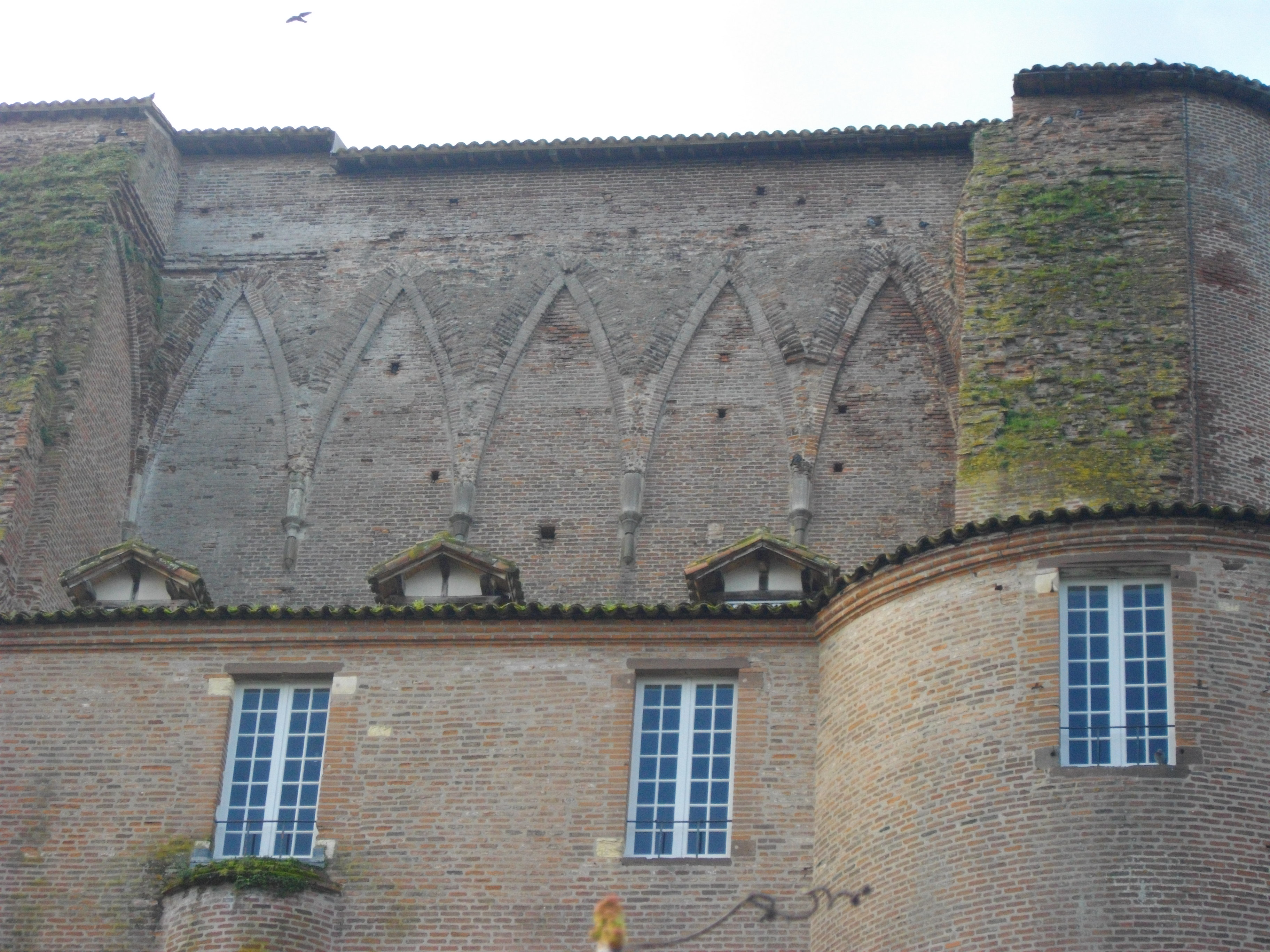
Détail de la partie démolie.
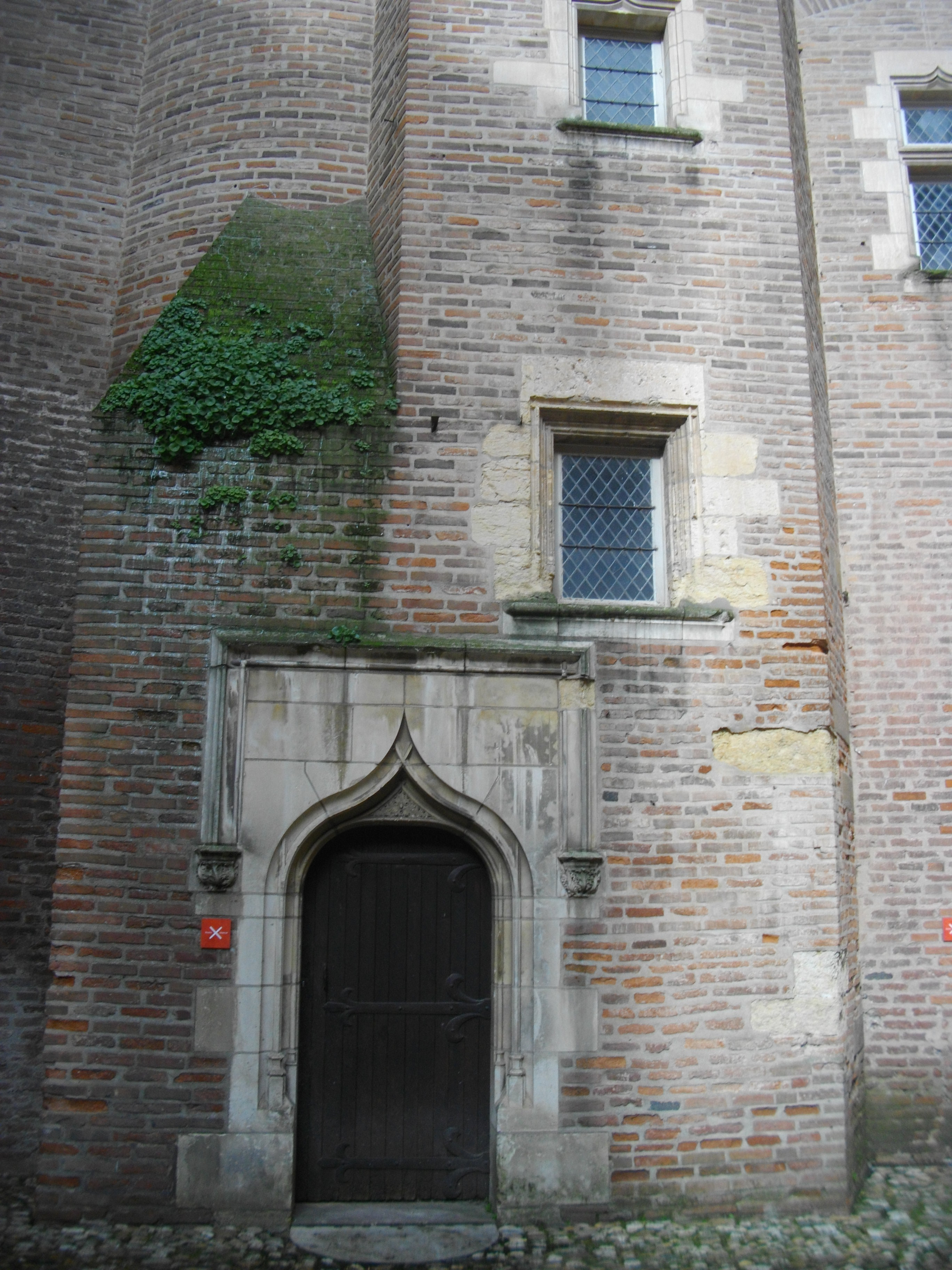
Porte gothique due à Louis I d'Amboise donnant sur un escalier.
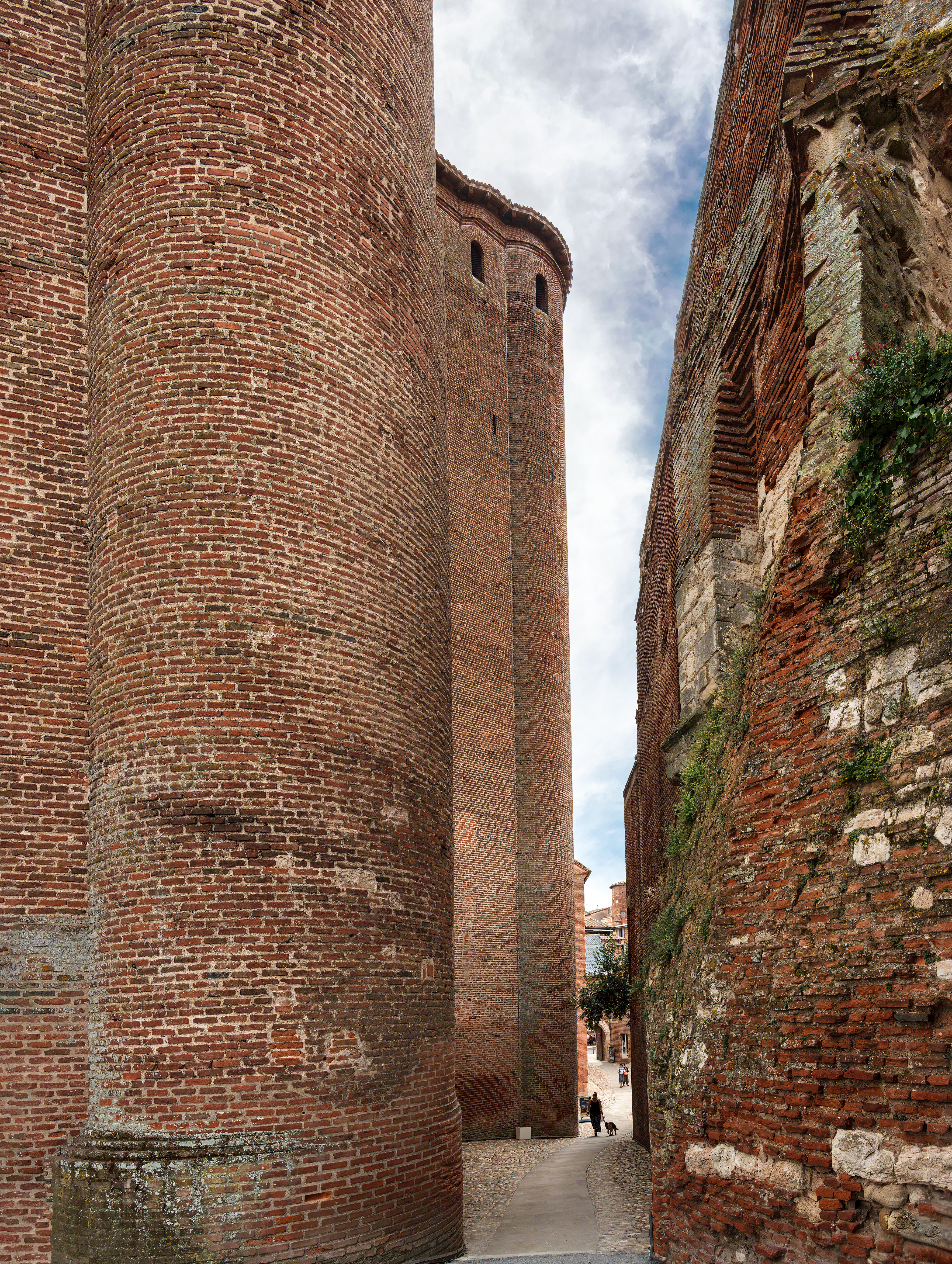
Ruelle longeant la tour Saint-Michel du Palais de la Berbie

### Courtine de Durand de Beaucaire (I et J)
Au départ simple mur de séparation, la courtine de Durand de Beaucaire devient un vrai rempart avec les travaux de ses successeurs. Elle est dotée d'une porte encadrée de tourelles portant un mâchicoulis. Elle est aménagée en galerie d'agrément par Hyacinthe Serroni. Des baies sont ouvertes sur la façade sud pour éclairer les salles. Un ponton est aménagé pour rejoindre la cathédrale ; il sera démoli à la fin du XIXe ou au début du XXe siècle.
Elle comporte au premier étage, la galerie Serroni présentant l'histoire de la cité épiscopale.

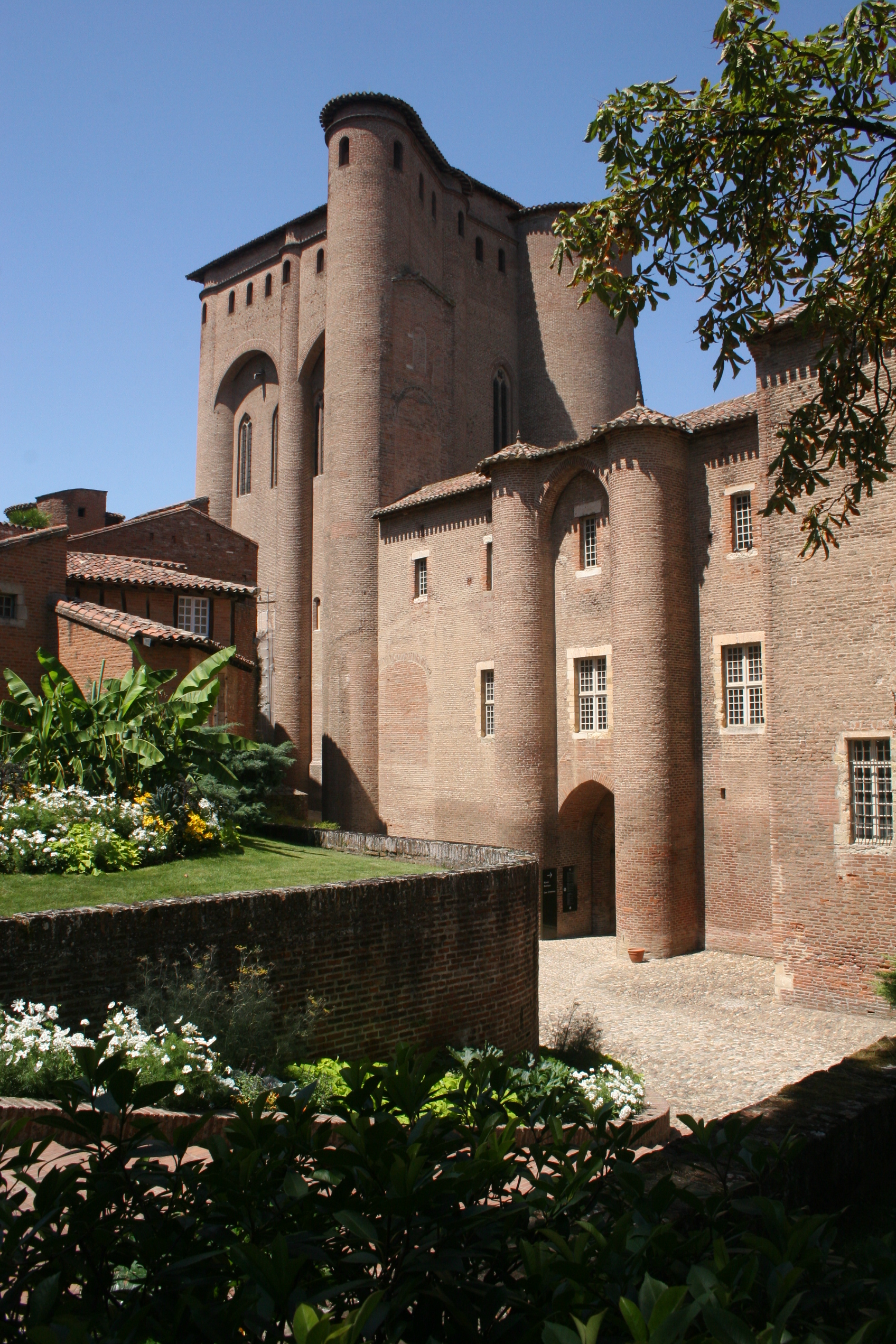
Courtine sud adossée à l'ouest à la tour Saint-Michel.
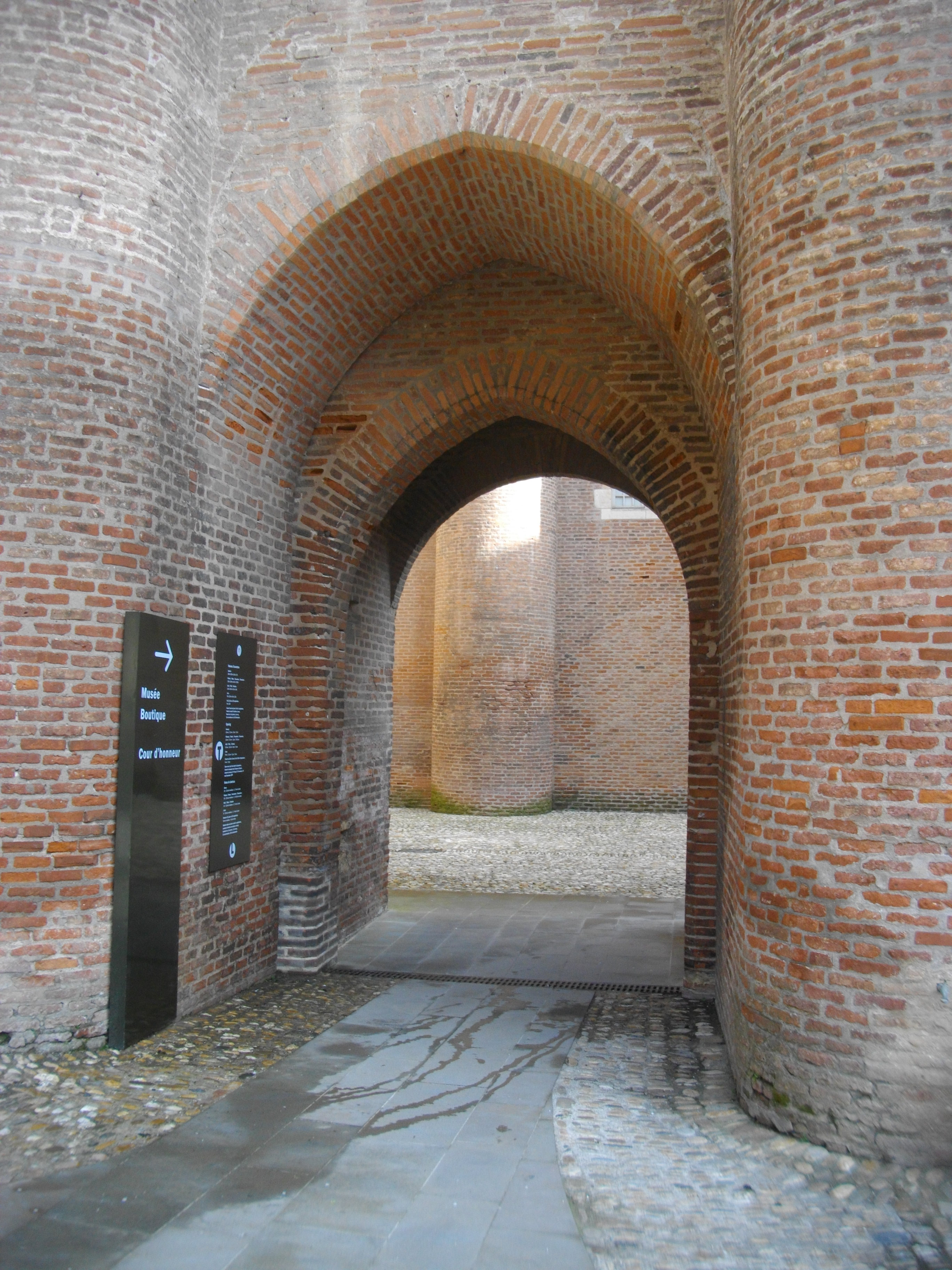
Porte donnant sur la cour.
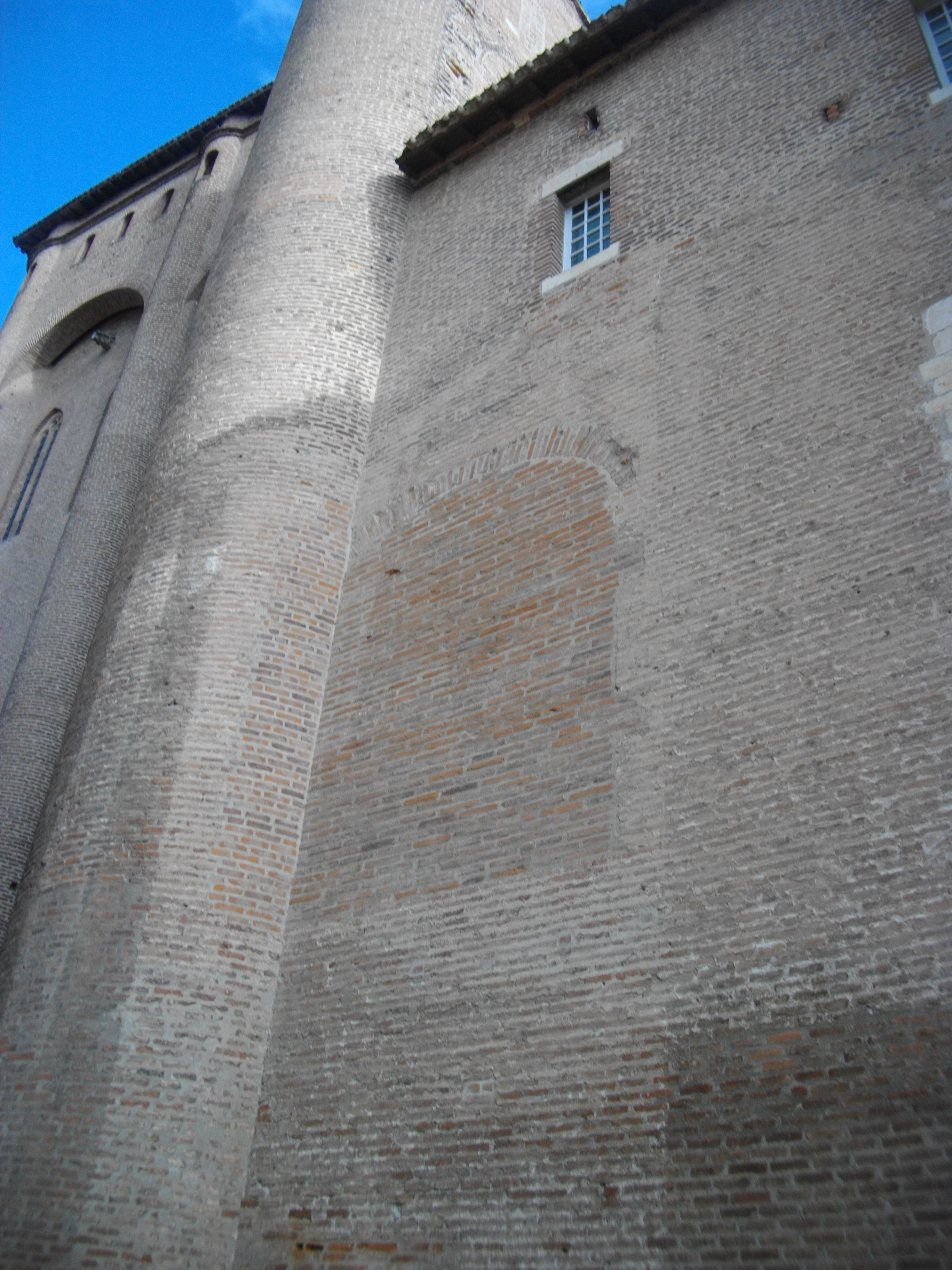
Accès muré, anciennement ouvert vers le pontet menant à la cathédrale.
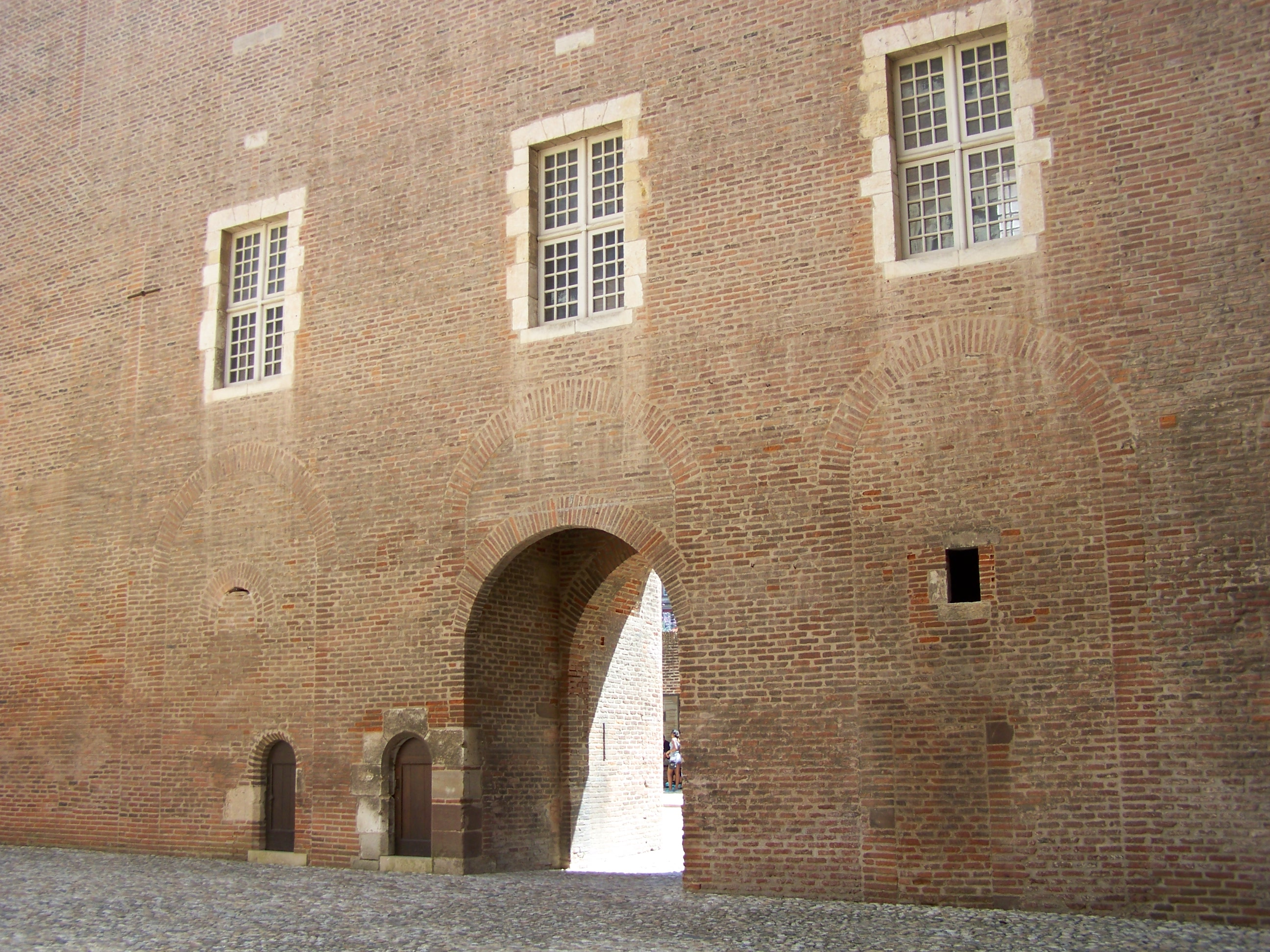
Courtine côté cour montrant des traces d'arcs murés formant anciennement des porches.

### Ailes annexes (R, S, T, U et V)
Le rempart qui enserrait la place d'armes a été en partie aménagé par les prélats dans la partie supérieure, lors de la création des terrasses et jardins. La tour d'Amboise(V) ou la tour de l'octogone(T) ou les deux, pourraient occuper la place d'une tour plus ancienne. Un portail a été grossièrement taillé dans la courtine de Bernard de Castanet(U), sans apparat ni encadrement, à l'époque du cardinal de Choiseul-Stainville. Il donnait sur la rue, récemment ouverte à la place des remparts, conduisant au pont vieux.
Cette partie n'est pas visitable au rez-de-chaussée ou librement accessible depuis les jardins pour la galerie à arcade de la courtine(S). Au premier étage, cette partie nommée aile de Stainville en l'honneur de l'archevêque héberge des affiches publicitaires de Toulouse-Lautrec. La tour de l'octogone(T) et celle de d'Amboise(V) sont occupées par des dessins et lithographies. La galerie d'Amboise(U) se visite pour sa beauté, sans exposition ; il s'agit d'un plafond peint en coque de bateau renversée.

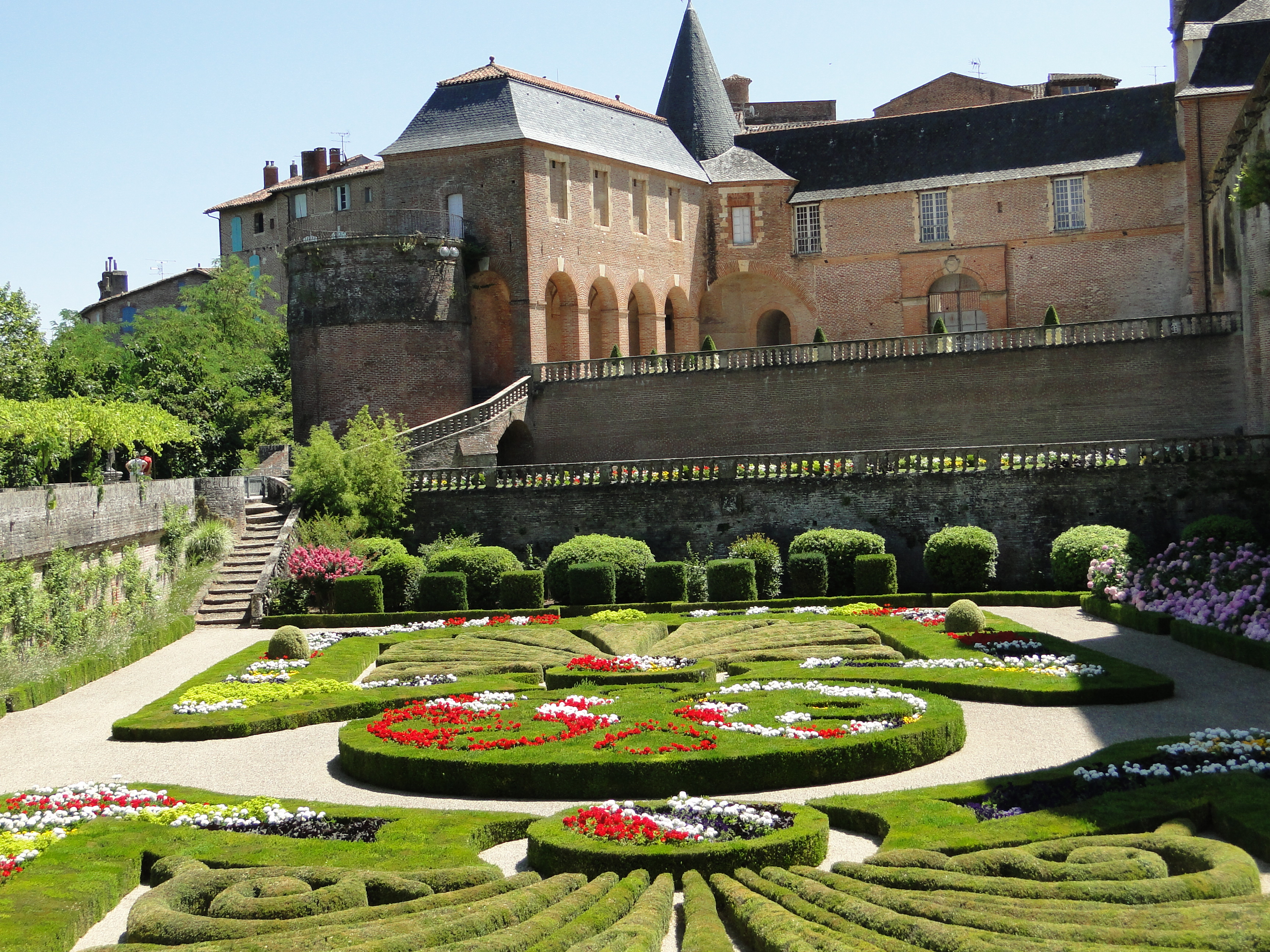
Jardin, terrasses et ailes annexes
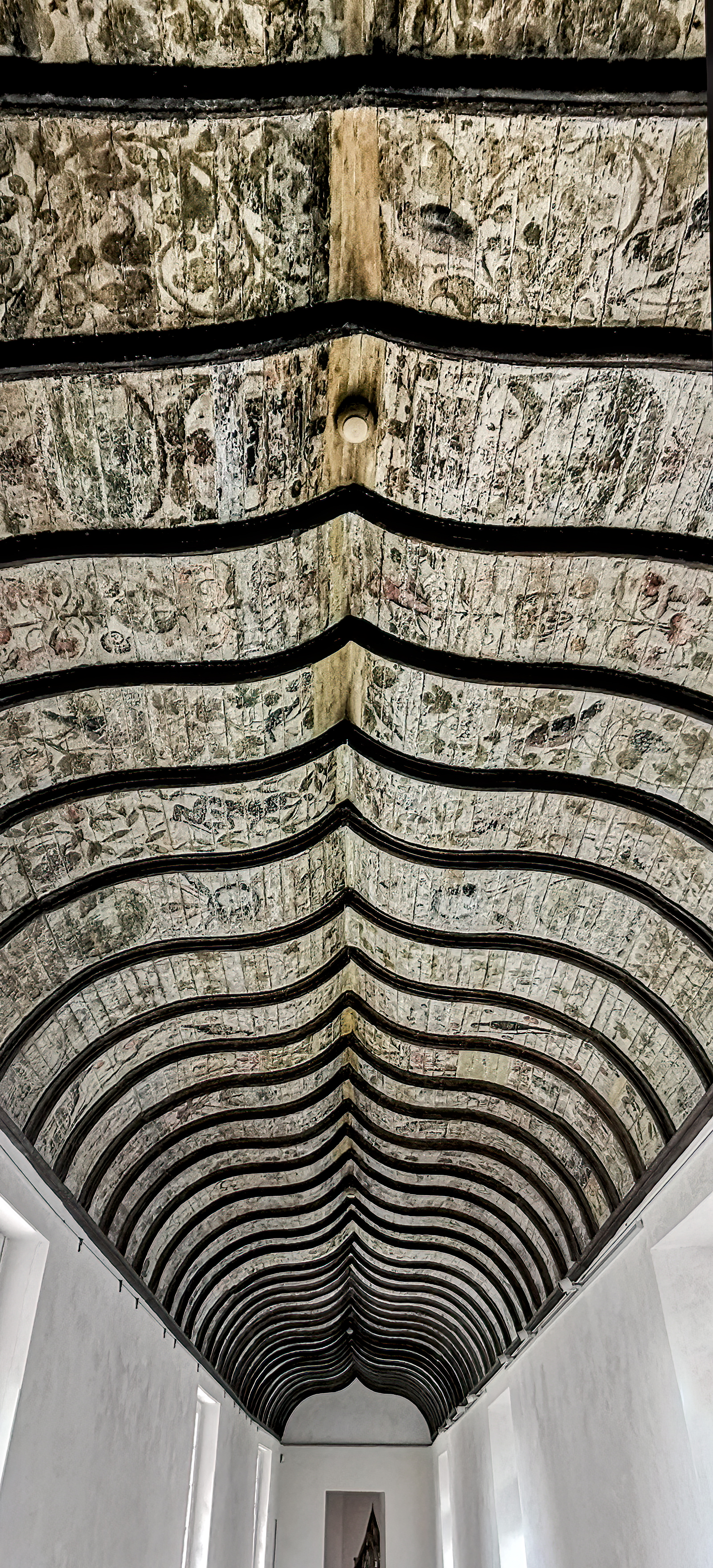
Le plafond de la galerie d'Amboise.

### Courtines autour du jardin (K, L, M, N, O, P et G)
La tour de l'éperon à bec(L) pourrait avoir été reprise d'une ancienne tour des remparts antérieurs ; elle aurait alors peut-être servi de barbacane avant la construction des courtines de Bernard de Castanet. Elle a été réduite en hauteur lors des travaux pendant ou après les guerres de religion. Le rabaissement pourrait être destiné à la réception de pièces d'artillerie. Bernard de Castanet a fait construire les tours de la rivière, de Dionysos et de la bibliothèque avec des remparts formant comme une pince de crabe avec les courtines, protégeant un accès sur la rivière. La courtine parallèle à la rivière Tarn est plus récente, fermant le polygone et permettant par comblement du volume derrière les remparts de créer une place d'armes devenue le jardin.

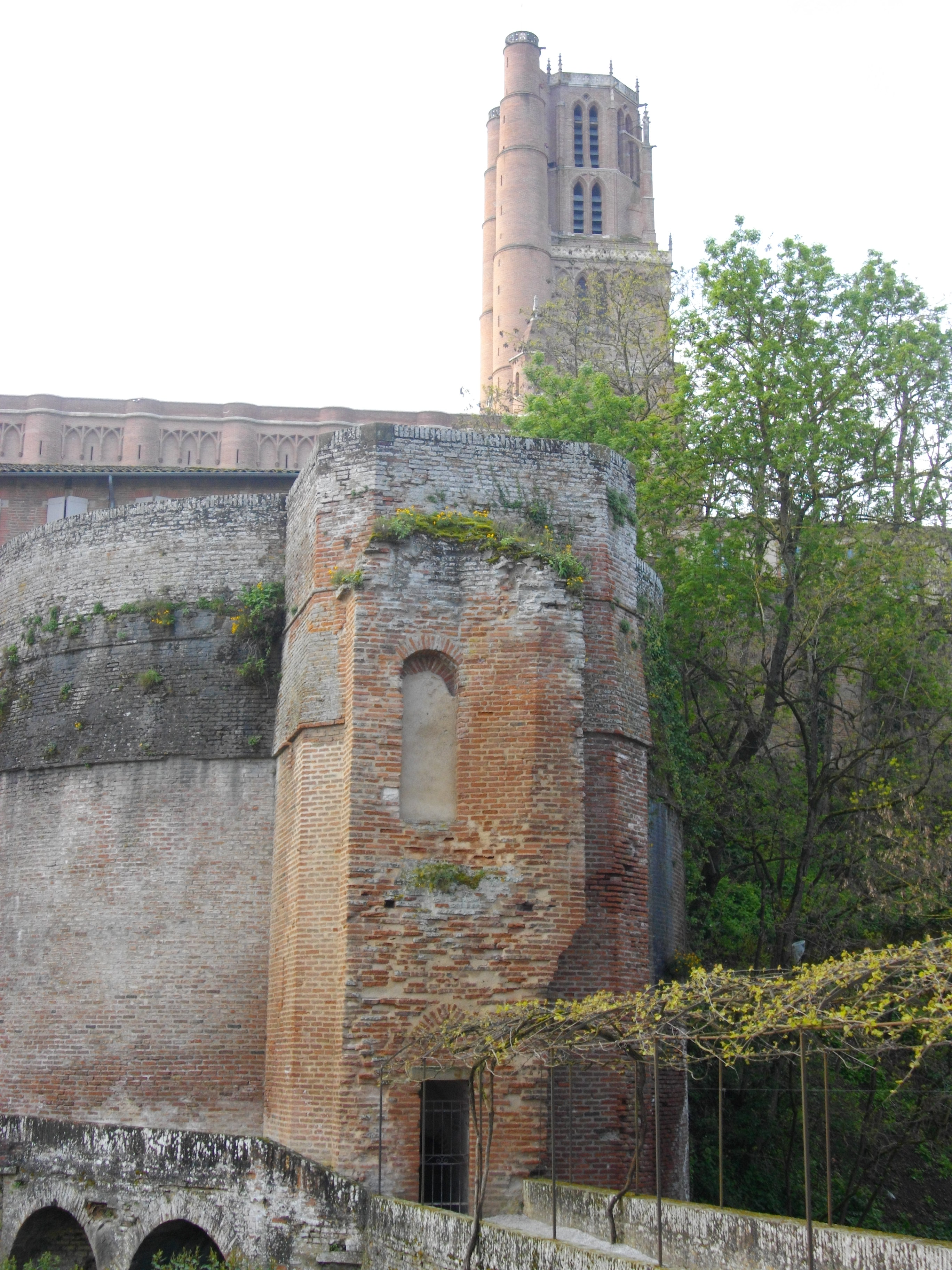
Tour dite de l'éperon à bec.
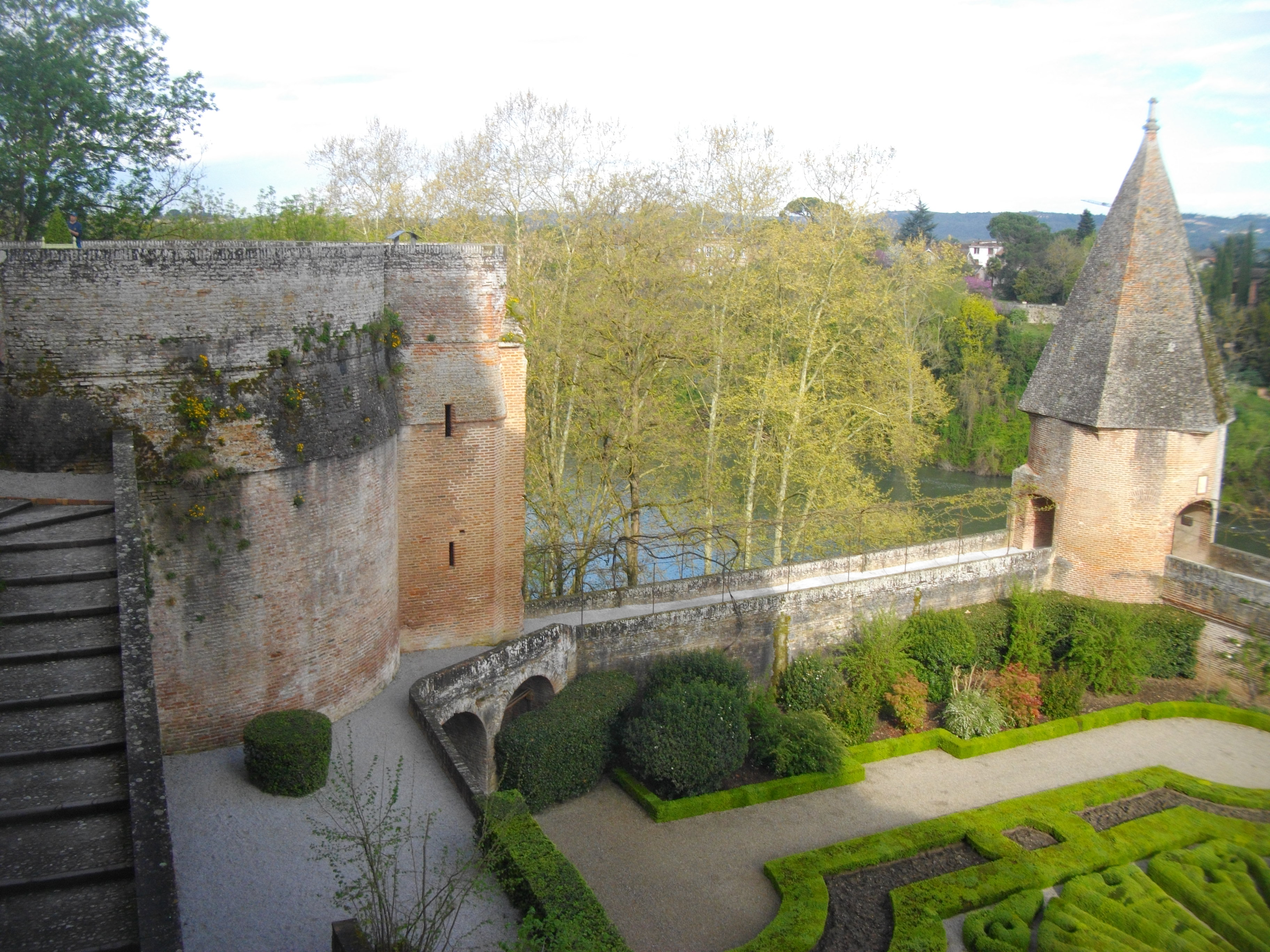
Courtine ouest.
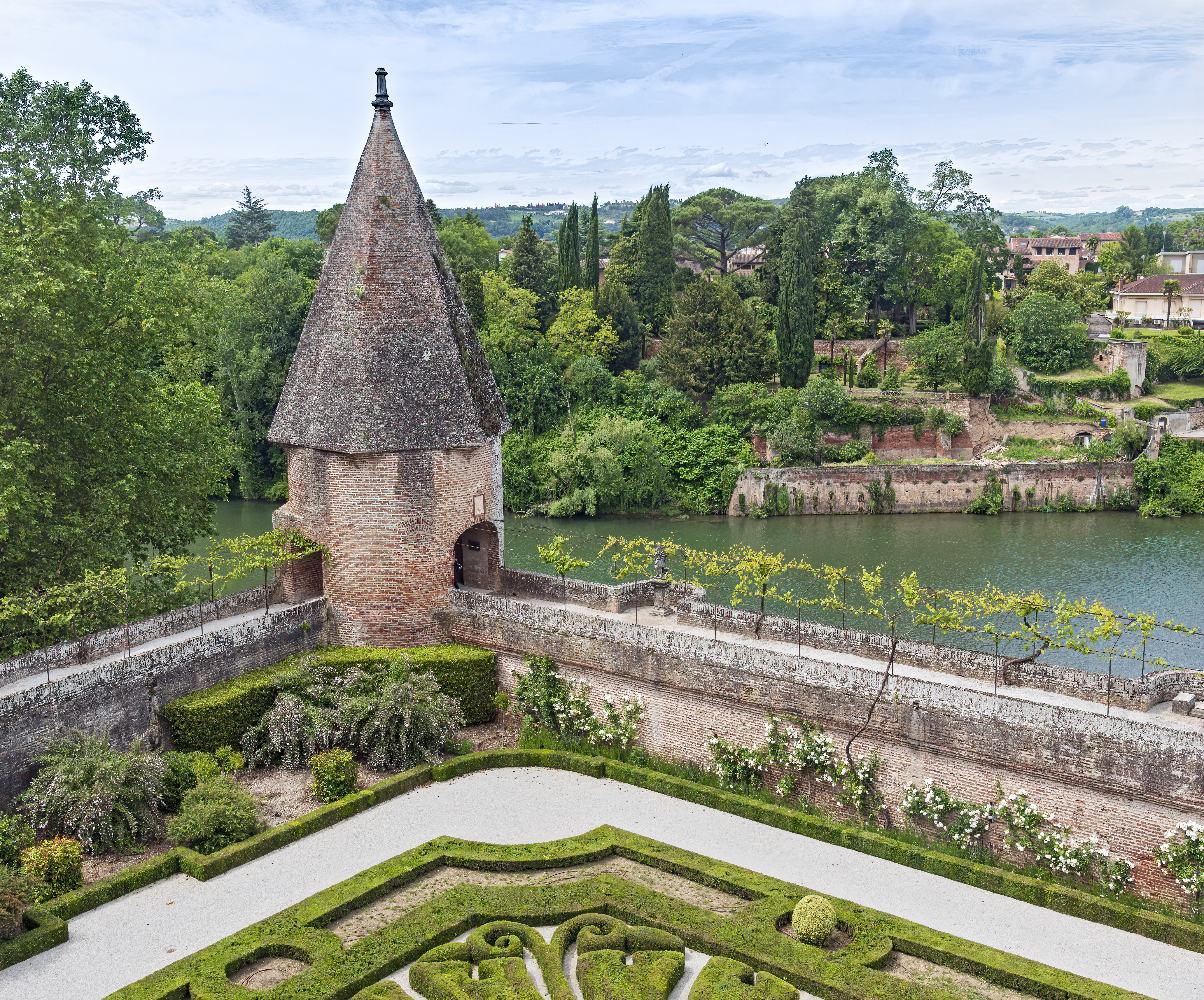
Tour de la rivière.
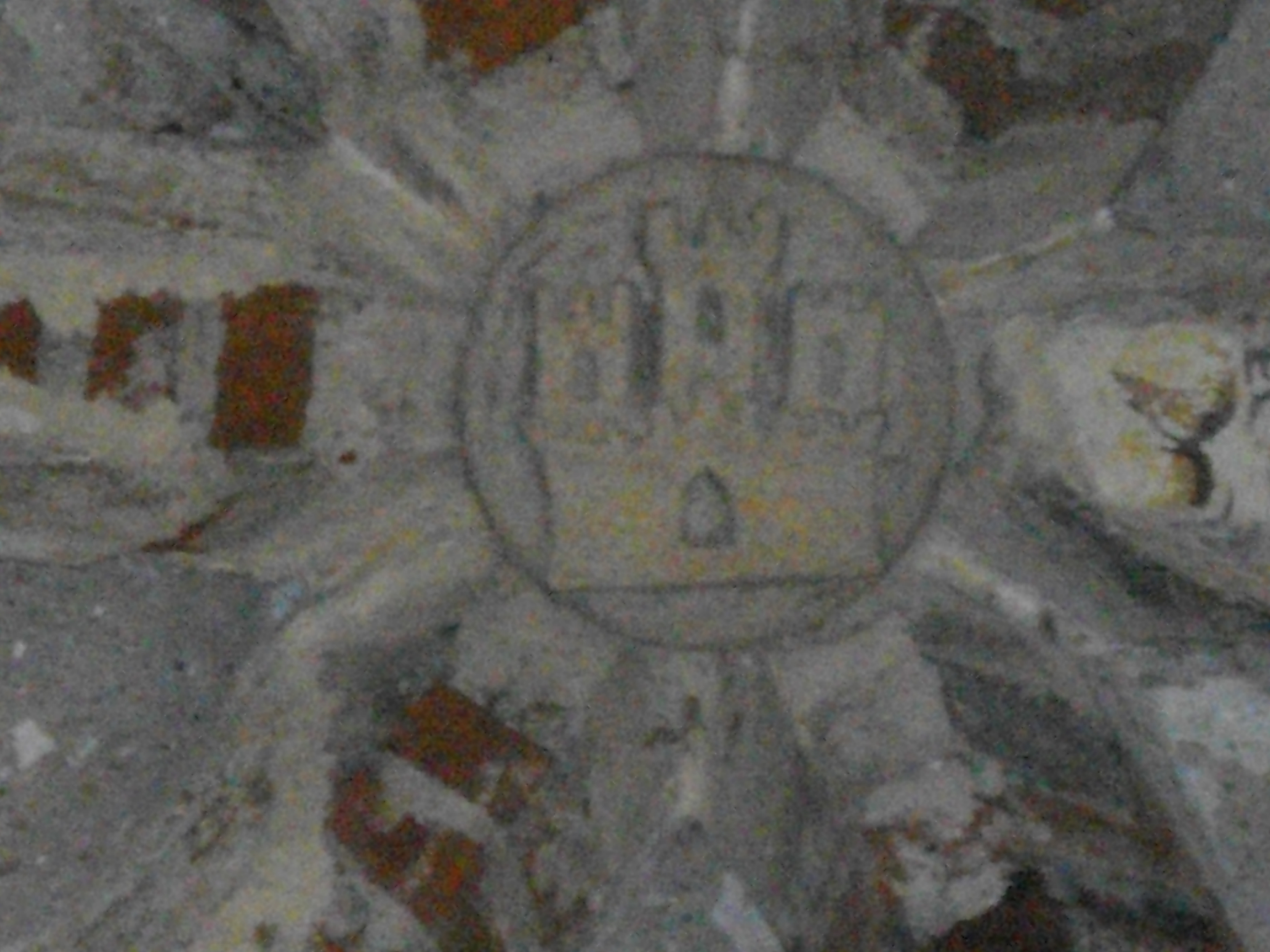
Blason de Bernard de Castanet sur la clef de voûte de la tour de la rivière.
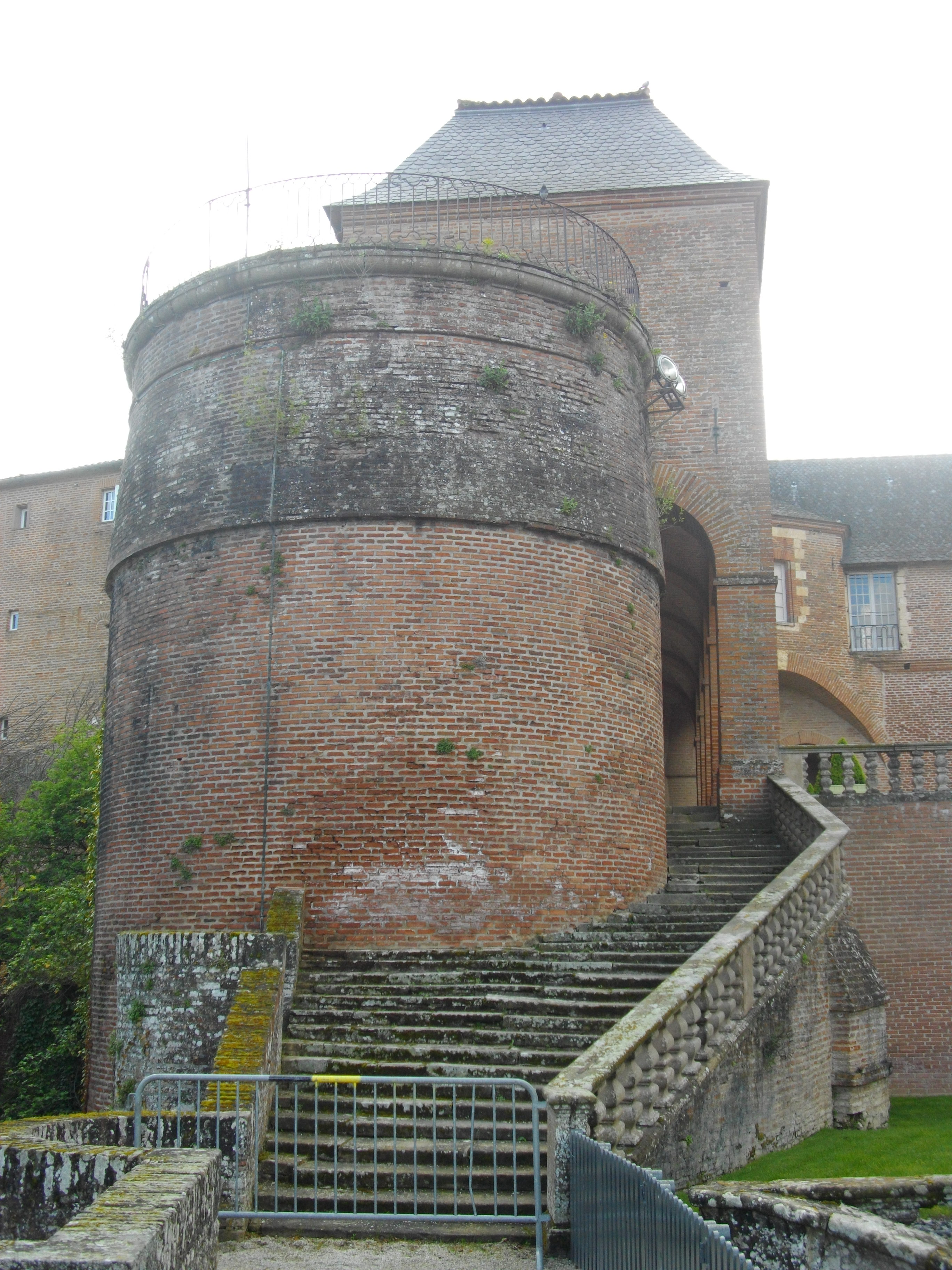
Tour de Dionysos et en surplomb, tour de la bibliothèque
Promenade sous pergola de la courtine nord.